# 西東京市

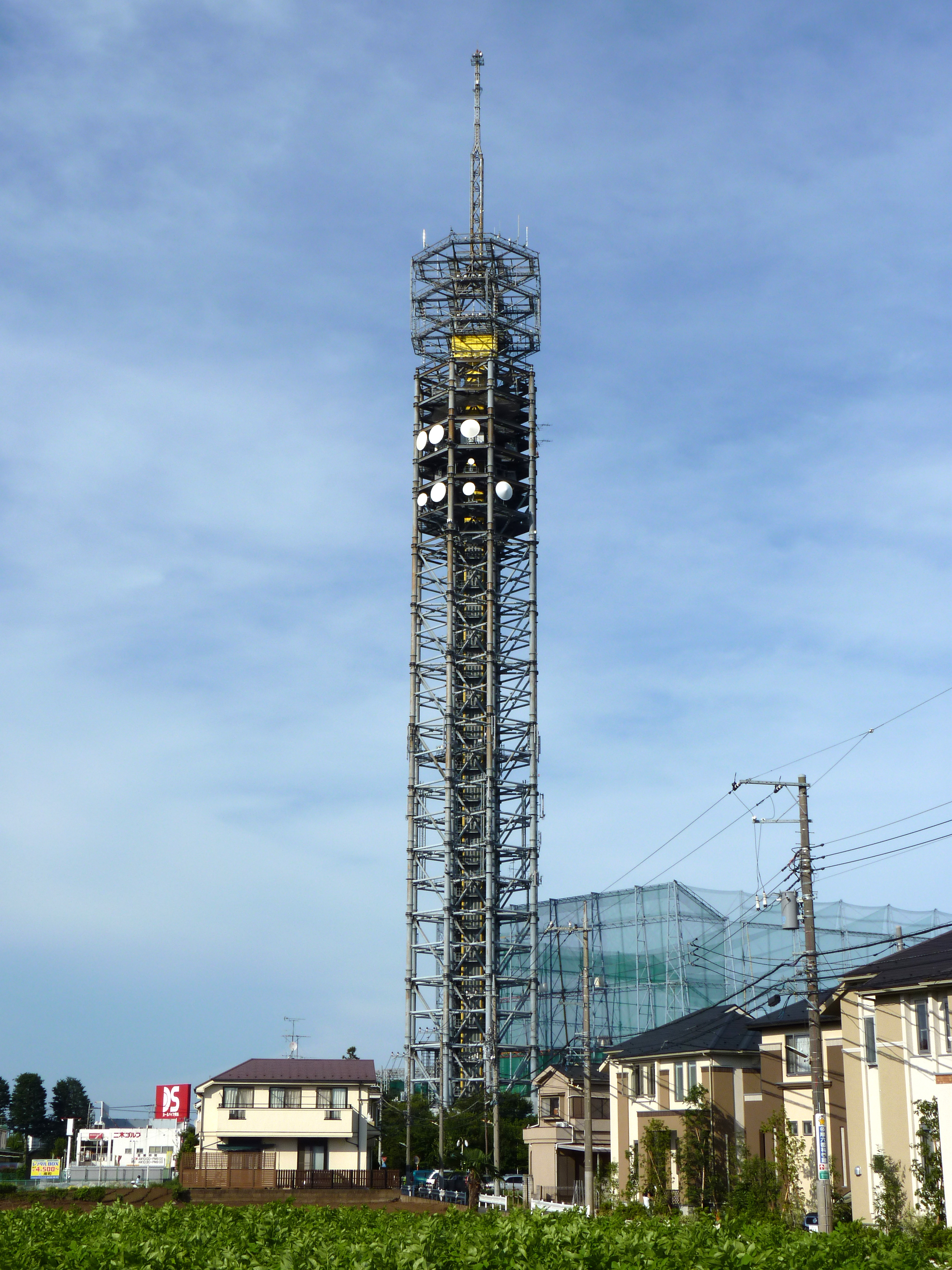
市のランドマークといえる電波塔
スカイタワー西東京（田無タワー）

西東京市（にしとうきょうし）は、東京都の多摩地域北東部に位置する市。
2001年1月21日、田無市と保谷市が合併して発足した。21世紀最初の新設合併により誕生した市である。

## 地理

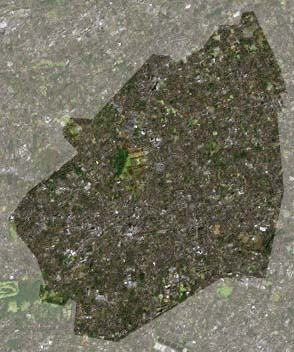
西東京市のランドサット衛星写真。

地形的には武蔵野台地のほぼ中央に位置し、関東ローム層に覆われている。水利の便の乏しい多摩地域にあって市内に石神井川、白子川、新川（白子川支流）と玉川上水から分水した千川上水があり、比較的水利に恵まれた土地である。市域は東西4.8キロメートル、南北に5.6キロメートル、北側がすぼまった葉の形をしている。区部と境界を接している隣接5市の内の一つである。
交通は東京の中心へ向かう東西が主で青梅街道、五日市街道の主要道路、鉄道も西武池袋線、西武新宿線がいずれも市内を東西に連絡している。鉄道は南北への連絡はなく、南北の移動は市域のほぼ中央にあたる谷戸新道、境新道を用いてバスや自家用車などでの利用が中心となる。
市内の中心は、西武新宿線西武柳沢駅、田無駅北側と西武池袋線ひばりヶ丘駅、保谷駅南側となる。

### 隣接している自治体
- 東 - 練馬区
- 北 - 埼玉県新座市
- 北西 - 東久留米市
- 西 - 小平市
- 南 - 小金井市、武蔵野市

## 歴史
以下に西東京市成立までの歴史を記述する。（出典）なお、西原総合教育施設内の西東京市郷土資料室にて史料を展示している。

### 原始
市内にはいくつかの遺跡があり、旧石器時代から人類が住んでいたことがわかっている。最も大規模なものは環状集落の下野谷遺跡（国の史跡）で、旧石器時代末の細石器群や縄文時代の竪穴建物跡約390棟、竪穴4基、掘立式建物跡19棟など非常に多くの遺構が発掘されている。また、東伏見稲荷神社遺跡では1940年に旧石器が発見されているが、これは日本で初めて旧石器時代の遺跡として認定された岩宿遺跡の発見（1946年）よりも早い（ただし、東伏見稲荷神社遺跡はその時点で旧石器時代のものと認定されていない。）。これらはいずれも市内南部の石神井川流域にある。一方、市内北部の白子川流域からは、北宮ノ脇遺跡（旧石器時代、縄文時代）、上前遺跡（縄文時代）、中荒屋敷遺跡（旧石器時代、縄文時代、弥生時代）などが発見されている。

### 古代
西東京市の地域が属する武蔵国が設置されたのは飛鳥時代である。田無地域は多摩郡、保谷地域は新羅郡に属していた。なお、市内の西原遺跡から奈良時代の土器が、坂下遺跡からは平安時代の建物跡や土器類が出土している。

### 中世
市内北部を流れる白子川（大泉堀）の流域に下保谷、中部を流れる新川の流域に上保谷と田無の集落が形成された。保谷の地名は熊野那智大社文書（1504年〜1555年）に「ほゝや」の文字が、小田原衆所領役帳（後北条役帳）（1559年（永禄2年））には「保屋」「田無」の文字が見られ、この頃には保谷・田無の地に集落が成立していることがわかる。また、14世紀の後半には、宮山（谷戸町付近）に尉殿権現が、16世紀には下保谷村総鎮守の三十番神社（現天神社）が建立されている。（その後、尉殿権現は17世紀に上保谷の尉殿権現（現尉殿神社）と田無の尉殿権現（現田無神社）に分祀されている。）

### 近世
1600年頃、江戸城造営のための石灰運搬のため青梅街道が開削され、田無にはこの街道の宿駅が置かれた。この際、谷戸などの住民が宿駅周辺に移住し、以後、田無は青梅街道の宿場町、交通の要所として栄えていく。一方、保谷では享保期（1716年〜1736年）以降に下保谷新田（現在のひばりが丘周辺）と上保谷新田（現在の新町周辺）が開墾された。特に玉川上水の分水である千川上水の整備により開墾された上保谷新田は順調に開発が進み、後に上保谷新田村として上保谷村から独立している。

### 近現代
1889年（明治22年）4月1日、町村制の施行に伴い、当時の下保谷村、上保谷村、上保谷新田村が合併し保谷村が成立した。この際、旧村域はそれぞれ保谷村の大字「下保谷」「上保谷」「上保谷新田」となっている。一方、田無では、これに先立ち1879年（明治12年）に田無村が町制を施行し田無町となっている。

#### 鉄道誘致
1889年に開通した甲武鉄道（現在のJR中央線）は、当初、青梅街道沿いに敷設する計画だった。しかしながら、田無の農民・商人の反対により、そのルートは町内を大きく外れた。このことで、田無は次第にその優先的な地位を失う。一方、保谷では地元の有力者が駅舎などの土地を寄付するなど積極的に武蔵野鉄道池袋線（現在の西武池袋線）を誘致し、池袋〜飯能が1915年（大正4年）が開通した際に保谷駅が開設された。また、1922年（大正11年）の池袋〜所沢間の電化の際には保谷車庫が開設されている。その後、1924年（大正13年）に池袋線にひばりヶ丘駅（開業当時は田無町駅）が設置、1927年には西武鉄道村山線（現在の西武新宿線）開通と同時に東伏見駅（開業当時は上保谷駅）、西武柳沢駅、田無駅が設置された。保谷市内の4駅、田無駅ともターミナル駅である池袋、新宿から15-25分程度と比較的近いこともあり、後に両市とも東京のベッドタウンとして発展した。

#### 産業化・軍需工場進出
昭和初期、田無町には中島飛行機発動機試運転工場が開設され、1937年（昭和12）の日中戦争開始前後から軍需工場の進出が本格化した。中島飛行機田無鋳鍛工場（後に中島航空金属に改称）、豊和重工業、東洋鍛工田無工場などが相次いで開設された。戦時中は、旧田無市内の軍需工場が空襲を受け、旧保谷市南部も中島飛行機武蔵野工場に近いため空襲を受けている（但し西東京市、東久留米市にまたがっていた中島航空金属田無工場はほとんど空襲は受けなかった）。そのため南部で隣接する武蔵野市とともに不発弾が発見されることがある。他に1936年（昭和11年）にはシチズン時計が田無工場を開設（その後、2001年（平成13年）には本社も西東京市に移転）、1941年（昭和16年）には保谷町に東洋光学硝子製造所（現HOYA）が創業と、この時代に企業の市内への進出が続いている。この頃、保谷では1940年（昭和15年）に町制を施行している。

### 戦後
戦後は、1959年（昭和34年）に日本住宅公団最大の公団住宅であるひばりが丘団地が保谷町・田無町（および久留米町）にまたがる地域に造成されるなど両市とも順調に人口が増加し、1967年（昭和42年）には保谷町、田無町とも市制を施行して、それぞれ保谷市、田無市となっている。

#### 年表
- 2001年（平成13年）1月21日 - 田無市・保谷市が新設合併して西東京市が発足。
- 2001年（平成13年）2月18日 - 旧保谷市長の保谷高範初代市長就任[5]。
- 2002年（平成14年）1月21日 - 市章を制定。
- 2002年（平成14年）3月23日 - はなバスを運行開始。
- 2003年（平成15年）4月1日  - 保谷駅北口駅前広場完成。
- 2005年（平成17年）2月18日 - 坂口光治市長就任。
- 2005年（平成17年）4月29日 - 西東京いこいの森公園開園。
- 2012年（平成24年）3月4日  - 保谷駅南口駅前広場完成。
- 2013年（平成25年）2月18日 - 丸山浩一市長就任。
- 2013年（平成25年）4月21日 - 東伏見公園一部開園。
- 2015年（平成27年）8月2日  - 伏見通りが全線開通。
- 2019年（平成31年）3月16日 - ひばりヶ丘駅北口駅前広場完成。
- 2021年 （令和3年）  2月18日 - 池沢隆史市長就任。

#### 合併の経緯
旧保谷市は旧田無市の北、東、南を囲むような形をしており、特に南部が細長い市形となっていたため、行政効率などの点で田無市との合併が古くから考えられてきていた。また、ひばりが丘団地が2市と東久留米市にまたがっており、1950年代から1960年代の市制施行前には田無・保谷・久留米（現・東久留米市）の3町での合併構想もあった。

#### 名称問題
新市名の選考にあたっては、まず公募によって集まった名称から「西東京市」「けやき野市」「北多摩市」「ひばり市」「みどり野市」の5つが候補として絞り込まれた。これを受けて実施された市民意向調査によって最も多くの支持を集めた「西東京市」が、合併協議会によって新市名と決定された。
しかし、単に『東○○市』『西○○市』といった方角名称にすることに対しては、同時期に合併が行われた『さいたま市』（埼玉県）や『東かがわ市』（香川県）などと同様に、「安易過ぎる」との批判も多い。しかし、この『西東京市』以降、方角自治体が続々と誕生している。なお、それ以前にも東大阪市や東広島市のような例はあった。
「西東京」という呼称は、「旧東京市の西」ではなく、「旧東京府の西部」を指すことが多かった。例えば西東京バスは青梅、日野、八王子地区に路線を持っている。そのため、旧東京府の中央部にある市にこの名称を付ける事に疑問を呈する意見もあった。合併協議会でも、東京という市は存在せず、位置的に正確な表現とは言えないのではないかという意見があった。
なお、本市発足に先立って、2市を主な対象とした「エフエム西東京」が開局している。ただしこの局と市名との関連はない模様である。
歴史的には、「東京」という地名は、明治維新期に「東の京」という意味から名付けられた。「西東京」では「東の京の西」という意味になる。なお、現在の東京都全体から見てむしろ中央より東寄りに位置することは、その名称に対する疑問の一因である。さらに、西東京市の領域は元々東京府に属していたわけではなく、旧田無市は神奈川県、旧保谷市は埼玉県に属していた。
北多摩市にした場合、北多摩郡の範囲（多摩郡からの分割時点で2町1駅36村）に比べて、西東京市の範囲が北東に寄りすぎており、かつ保谷市は1907年（明治40年）に東京府北多摩郡に編入されるまで埼玉県新座郡（新羅郡）（1896年（明治29年）に北足立郡に合併）に属しており、多摩郡の支配地域ではなかったという問題がある。合併協議会でも、多摩市と混乱を生じる可能性や、地域的に北多摩郡の一部に過ぎず適当ではないといった意見が出されている。
また、市内の地名にも方角が付くものが多く（例：南町、東町、北町）、「東京都西東京市南町」などと方角だらけの住所表記となってしまう地域も多い。なお、「西東京市」は名称の中に方角が2つ含まれる全国唯一の市である。

#### 特別職報酬引き上げ問題
2007年（平成19年）11月「報酬審議会」で他市との比較を理由に10パーセント引き上げが答申された。答申通り報酬は改訂され、2008年（平成20年）4月1日より市長月額8万5千円の増額（月額105万円の報酬）、議員月額5万5千円の増額（月額55万円の報酬）となった。これに対して、市民から複数の報酬引き上げ撤回を求める陳情 が提出されるもいずれも不採択となり、「市長・議員の報酬は増額、市民へは増税」として新聞・テレビ等でも取り上げられた。
また、引き上げ分の受け取りを拒否した市議会議員森てるおに対して、市側は報酬（全額）の支払いを停止して法務局に全額を供託する事態となった。

#### 市長選挙でのネガティブキャンペーン問題
2021年の市長選挙にて、池澤隆史候補陣営の確認団体「明日の西東京を創る会」が、対立候補の平井竜一（前神奈川県逗子市長）を非難する内容（下記参照）の法定ビラを市長選投票日直前に西東京市内全域に配布した。
- 表面には、「逗子での失敗のリベンジは逗子でやってください。ここは西東京です。」というスローガン[15]
- 裏面には、新聞記事などから平井の否定的な評価のみを抜粋した引用と「西東京市のまちづくりは、西東京市民の手で！共産・左翼に市政を渡すな!!」というスローガン

選挙は約1,500票の差で池澤が当選したが、選挙後に平井を推した西東京市議などが抗議の署名活動を行う事態となった。

## 人口
東京都内では東京23区・八王子市・町田市・府中市・調布市に次ぎ6番目（市町村では5番目）に人口が多い。合併後人口は増加傾向にある。2015年に行われた国勢調査では人口が20万人を超えた。
| |                                          |  |
| 西東京市と全国の年齢別人口分布（2005年） | 西東京市の年齢・男女別人口分布（2005年） |  |
| ■紫色 ― 西東京市 ■緑色 ― 日本全国 | ■青色 ― 男性 ■赤色 ― 女性                |  |
| 西東京市（に相当する地域）の人口の推移 \| 1970年（昭和45年） \| 144,660人 \| \| \| 1975年（昭和50年） \| 158,979人 \| \| \| 1980年（昭和55年） \| 158,235人 \| \| \| 1985年（昭和60年） \| 162,899人 \| \| \| 1990年（平成2年） \| 170,290人 \| \| \| 1995年（平成7年） \| 175,073人 \| \| \| 2000年（平成12年） \| 180,885人 \| \| \| 2005年（平成17年） \| 189,735人 \| \| \| 2010年（平成22年） \| 196,511人 \| \| \| 2015年（平成27年） \| 200,012人 \| \| \| 2020年（令和2年） \| 207,388人 \| \| |                                          |  |
| 総務省統計局 国勢調査より |                                          |  |
| 1970年（昭和45年） | 144,660人                                |  |
| 1975年（昭和50年） | 158,979人                                |  |
| 1980年（昭和55年） | 158,235人                                |  |
| 1985年（昭和60年） | 162,899人                                |  |
| 1990年（平成2年） | 170,290人                                |  |
| 1995年（平成7年） | 175,073人                                |  |
| 2000年（平成12年） | 180,885人                                |  |
| 2005年（平成17年） | 189,735人                                |  |
| 2010年（平成22年） | 196,511人                                |  |
| 2015年（平成27年） | 200,012人                                |  |
| 2020年（令和2年） | 207,388人                                |  |

### 昼夜間人口
2005年の夜間人口（居住者）は189,386人である。市外からの通勤者と通学生および居住者のうちの市内に昼間残留する人口の合計である昼間人口は148,056人で、昼は夜の0.782倍の人口で、夜間に比べて昼の人口は4万1千人ほど減る。昼夜間人口比0.782は東京23区および東京都市部25市の中で狛江市、稲城市に次いで3番目に小さい数字で、西東京市がオフィスや工場・学校が少なく住宅の多い街であることが示されている。
通勤者・通学者で見ると市内から市外へ出る通勤者59,549人、市外から市内へ入る通勤者は24,210人と通勤者では市外へ出る通勤者のほうが多く、学生でも市内から市外に出る通学生は11,024人、市外から市内へ入る通学生は5,033人と学生でも昼は市外へ流出する人数のほうが多い。

## 町名
西東京市では、全域で住居表示に関する法律に基づく住居表示が実施されている。

### 西東京市役所管内
| 町名               | 設置年月日    | 住居表示実施年月日 | 住居表示実施直前の町名 | 備考 |
| ------------------ | ------------- | ------------------ | --- | ---- |
| 田無町一丁目       | 2001年1月21日 | 1966年9月1日       | 字柳沢、字下宿、字南芝久保、字上宿、字北原の各一部                                                                                                   |      |
| 田無町二丁目       | 2001年1月21日 | 1966年9月1日       | 字柳沢、字下宿、字南芝久保、字上宿、字北原の各一部                                                                                                   |      |
| 田無町三丁目       | 2001年1月21日 | 1966年9月1日       | 字柳沢、字下宿、字南芝久保、字上宿、字北原の各一部                                                                                                   |      |
| 田無町四丁目       | 2001年1月21日 | 1966年9月1日       | 字柳沢、字下宿、字南芝久保、字上宿、字北原の各一部                                                                                                   |      |
| 田無町五丁目       | 2001年1月21日 | 1966年9月1日       | 字柳沢、字下宿、字南芝久保、字上宿、字北原の各一部                                                                                                   |      |
| 田無町六丁目       | 2001年1月21日 | 1966年9月1日       | 字柳沢、字下宿、字南芝久保、字上宿、字北原の各一部                                                                                                   |      |
| 田無町七丁目       | 2001年1月21日 | 1966年9月1日       | 字柳沢、字下宿、字南芝久保、字上宿、字北原の各一部                                                                                                   |      |
| 南町一丁目         | 2001年1月21日 | 1966年9月1日       | 字柳沢、字下宿、字南芝久保、字上宿、字下向台の各一部                                                                                                 |      |
| 南町二丁目         | 2001年1月21日 | 1966年9月1日       | 字柳沢、字下宿、字南芝久保、字上宿、字下向台の各一部                                                                                                 |      |
| 南町三丁目         | 2001年1月21日 | 1966年9月1日       | 字柳沢、字下宿、字南芝久保、字上宿、字下向台の各一部                                                                                                 |      |
| 南町四丁目         | 2001年1月21日 | 1966年9月1日       | 字柳沢、字下宿、字南芝久保、字上宿、字下向台の各一部                                                                                                 |      |
| 南町五丁目         | 2001年1月21日 | 1966年9月1日       | 字柳沢、字下宿、字南芝久保、字上宿、字下向台の各一部                                                                                                 |      |
| 南町六丁目         | 2001年1月21日 | 1966年9月1日       | 字柳沢、字下宿、字南芝久保、字上宿、字下向台の各一部                                                                                                 |      |
| 西原町一丁目       | 2001年1月21日 | 1967年10月1日      | 字下宿、字北芝久保、字上宿、字西原の各一部 |      |
| 西原町二丁目       | 2001年1月21日 | 1967年10月1日      | 字下宿、字北芝久保、字上宿、字西原の各一部 |      |
| 西原町三丁目       | 2001年1月21日 | 1967年10月1日      | 字下宿、字北芝久保、字上宿、字西原の各一部 |      |
| 西原町四丁目       | 2001年1月21日 | 1967年10月1日      | 字下宿、字北芝久保、字上宿、字西原の各一部 |      |
| 西原町五丁目       | 2001年1月21日 | 1967年10月1日      | 字下宿、字北芝久保、字上宿、字西原の各一部 |      |
| 緑町一丁目         | 2001年1月21日 | 1967年10月1日      | 字西原、字北原、字谷戸の各一部 |      |
| 緑町二丁目         | 2001年1月21日 | 1967年10月1日      | 字西原、字北原、字谷戸の各一部 |      |
| 緑町三丁目         | 2001年1月21日 | 1967年10月1日      | 字西原、字北原、字谷戸の各一部 |      |
| 谷戸町一丁目       | 2001年1月21日 | 1967年10月1日      | 字谷戸の一部 |      |
| 谷戸町二丁目       | 2001年1月21日 | 1967年10月1日      | 字谷戸の一部 |      |
| 谷戸町三丁目       | 2001年1月21日 | 1967年10月1日      | 字谷戸の一部 |      |
| 北原町一丁目       | 2001年1月21日 | 1967年10月1日      | 字柳沢、字北原の各一部 |      |
| 北原町二丁目       | 2001年1月21日 | 1967年10月1日      | 字柳沢、字北原の各一部 |      |
| 北原町三丁目       | 2001年1月21日 | 1967年10月1日      | 字柳沢、字北原の各一部 |      |
| 向台町一丁目       | 2001年1月21日 | 1968年9月1日       | 字柳沢、字下向台、字上向台の各全部 |      |
| 向台町二丁目       | 2001年1月21日 | 1968年9月1日       | 字柳沢、字下向台、字上向台の各全部 |      |
| 向台町三丁目       | 2001年1月21日 | 1968年9月1日       | 字柳沢、字下向台、字上向台の各全部 |      |
| 向台町四丁目       | 2001年1月21日 | 1968年9月1日       | 字柳沢、字下向台、字上向台の各全部 |      |
| 向台町五丁目       | 2001年1月21日 | 1968年9月1日       | 字柳沢、字下向台、字上向台の各全部 |      |
| 向台町六丁目       | 2001年1月21日 | 1968年9月1日       | 字柳沢、字下向台、字上向台の各全部 |      |
| 芝久保町一丁目     | 2001年1月21日 | 1968年9月1日       | 字南芝久保、字北芝久保の各全部 |      |
| 芝久保町二丁目     | 2001年1月21日 | 1968年9月1日       | 字南芝久保、字北芝久保の各全部 |      |
| 芝久保町三丁目     | 2001年1月21日 | 1968年9月1日       | 字南芝久保、字北芝久保の各全部 |      |
| 芝久保町四丁目     | 2001年1月21日 | 1968年9月1日       | 字南芝久保、字北芝久保の各全部 |      |
| 芝久保町五丁目     | 2001年1月21日 | 1968年9月1日       | 字南芝久保、字北芝久保の各全部 |      |
| 新町一丁目         | 2001年1月21日 | 1967年1月1日       | 大字上保谷新田の小字シラシクボ通、大日堂、鎮守前、鎮守台、堀分北、新橋道東、新橋道西                                                                 |      |
| 新町二丁目         | 2001年1月21日 | 1967年1月1日       | 大字上保谷新田の小字シラシクボ通、大日堂、鎮守前、鎮守台、堀分北、新橋道東、新橋道西                                                                 |      |
| 新町三丁目         | 2001年1月21日 | 1967年1月1日       | 大字上保谷新田の小字シラシクボ通、大日堂、鎮守前、鎮守台、堀分北、新橋道東、新橋道西                                                                 |      |
| 新町四丁目         | 2001年1月21日 | 1967年1月1日       | 大字上保谷新田の小字シラシクボ通、大日堂、鎮守前、鎮守台、堀分北、新橋道東、新橋道西                                                                 |      |
| 新町五丁目         | 2001年1月21日 | 1967年1月1日       | 大字上保谷新田の小字シラシクボ通、大日堂、鎮守前、鎮守台、堀分北、新橋道東、新橋道西                                                                 |      |
| 新町六丁目         | 2001年1月21日 | 1967年1月1日       | 大字上保谷新田の小字シラシクボ通、大日堂、鎮守前、鎮守台、堀分北、新橋道東、新橋道西                                                                 |      |
| 柳沢一丁目         | 2001年1月21日 | 1966年5月1日       | 大字上保谷の小字柳沢（一部）、上柳沢、大字上保谷新田の小字坂上（一部）、葭窪北台                                                                     |      |
| 柳沢二丁目         | 2001年1月21日 | 1966年5月1日       | 大字上保谷の小字柳沢（一部）、上柳沢、大字上保谷新田の小字坂上（一部）、葭窪北台                                                                     |      |
| 柳沢三丁目         | 2001年1月21日 | 1966年5月1日       | 大字上保谷の小字柳沢（一部）、上柳沢、大字上保谷新田の小字坂上（一部）、葭窪北台                                                                     |      |
| 柳沢四丁目         | 2001年1月21日 | 1966年5月1日       | 大字上保谷の小字柳沢（一部）、上柳沢、大字上保谷新田の小字坂上（一部）、葭窪北台                                                                     |      |
| 柳沢五丁目         | 2001年1月21日 | 1966年5月1日       | 大字上保谷の小字柳沢（一部）、上柳沢、大字上保谷新田の小字坂上（一部）、葭窪北台                                                                     |      |
| 柳沢六丁目         | 2001年1月21日 | 1966年5月1日       | 大字上保谷の小字柳沢（一部）、上柳沢、大字上保谷新田の小字坂上（一部）、葭窪北台                                                                     |      |
| 東伏見一丁目       | 2001年1月21日 | 1966年5月1日       | 大字上保谷の小字下柳沢（一部）、千駄山（一部）、下野谷、坂上、上柳沢（一部）、大字上保谷新田の小字坂上（一部）                                       |      |
| 東伏見二丁目       | 2001年1月21日 | 1966年5月1日       | 大字上保谷の小字下柳沢（一部）、千駄山（一部）、下野谷、坂上、上柳沢（一部）、大字上保谷新田の小字坂上（一部）                                       |      |
| 東伏見三丁目       | 2001年1月21日 | 1966年5月1日       | 大字上保谷の小字下柳沢（一部）、千駄山（一部）、下野谷、坂上、上柳沢（一部）、大字上保谷新田の小字坂上（一部）                                       |      |
| 東伏見四丁目       | 2001年1月21日 | 1966年5月1日       | 大字上保谷の小字下柳沢（一部）、千駄山（一部）、下野谷、坂上、上柳沢（一部）、大字上保谷新田の小字坂上（一部）                                       |      |
| 東伏見五丁目       | 2001年1月21日 | 1966年5月1日       | 大字上保谷の小字下柳沢（一部）、千駄山（一部）、下野谷、坂上、上柳沢（一部）、大字上保谷新田の小字坂上（一部）                                       |      |
| 東伏見六丁目       | 2001年1月21日 | 1966年5月1日       | 大字上保谷の小字下柳沢（一部）、千駄山（一部）、下野谷、坂上、上柳沢（一部）、大字上保谷新田の小字坂上（一部）                                       |      |
| 保谷町一丁目       | 2001年1月21日 | 1965年5月1日       | 大字上保谷の小字平松、桶久保（一部）、千駄山（一部）、立野、柳沢（一部）、西浦                                                                       |      |
| 保谷町二丁目       | 2001年1月21日 | 1965年5月1日       | 大字上保谷の小字平松、桶久保（一部）、千駄山（一部）、立野、柳沢（一部）、西浦                                                                       |      |
| 保谷町三丁目       | 2001年1月21日 | 1965年5月1日       | 大字上保谷の小字平松、桶久保（一部）、千駄山（一部）、立野、柳沢（一部）、西浦                                                                       |      |
| 保谷町四丁目       | 2001年1月21日 | 1965年5月1日       | 大字上保谷の小字平松、桶久保（一部）、千駄山（一部）、立野、柳沢（一部）、西浦                                                                       |      |
| 保谷町五丁目       | 2001年1月21日 | 1965年5月1日       | 大字上保谷の小字平松、桶久保（一部）、千駄山（一部）、立野、柳沢（一部）、西浦                                                                       |      |
| 保谷町六丁目       | 2001年1月21日 | 1965年5月1日       | 大字上保谷の小字平松、桶久保（一部）、千駄山（一部）、立野、柳沢（一部）、西浦                                                                       |      |
| 富士町一丁目       | 2001年1月21日 | 1965年5月1日       | 大字上保谷の小字一里塚、高塚、関道、下柳沢（一部）、桶久保（一部）、千駄山（一部）                                                                   |      |
| 富士町二丁目       | 2001年1月21日 | 1965年5月1日       | 大字上保谷の小字一里塚、高塚、関道、下柳沢（一部）、桶久保（一部）、千駄山（一部）                                                                   |      |
| 富士町三丁目       | 2001年1月21日 | 1965年5月1日       | 大字上保谷の小字一里塚、高塚、関道、下柳沢（一部）、桶久保（一部）、千駄山（一部）                                                                   |      |
| 富士町四丁目       | 2001年1月21日 | 1965年5月1日       | 大字上保谷の小字一里塚、高塚、関道、下柳沢（一部）、桶久保（一部）、千駄山（一部）                                                                   |      |
| 富士町五丁目       | 2001年1月21日 | 1965年5月1日       | 大字上保谷の小字一里塚、高塚、関道、下柳沢（一部）、桶久保（一部）、千駄山（一部）                                                                   |      |
| 富士町六丁目       | 2001年1月21日 | 1965年5月1日       | 大字上保谷の小字一里塚、高塚、関道、下柳沢（一部）、桶久保（一部）、千駄山（一部）                                                                   |      |
| 中町一丁目         | 2001年1月21日 | 1967年1月1日       | 大字上保谷の小字三軒家（一部）、天神山、鳥久保、荒井竹（一部）、苗木山                                                                               |      |
| 中町二丁目         | 2001年1月21日 | 1967年1月1日       | 大字上保谷の小字三軒家（一部）、天神山、鳥久保、荒井竹（一部）、苗木山                                                                               |      |
| 中町三丁目         | 2001年1月21日 | 1967年1月1日       | 大字上保谷の小字三軒家（一部）、天神山、鳥久保、荒井竹（一部）、苗木山                                                                               |      |
| 中町四丁目         | 2001年1月21日 | 1967年1月1日       | 大字上保谷の小字三軒家（一部）、天神山、鳥久保、荒井竹（一部）、苗木山                                                                               |      |
| 中町五丁目         | 2001年1月21日 | 1967年1月1日       | 大字上保谷の小字三軒家（一部）、天神山、鳥久保、荒井竹（一部）、苗木山                                                                               |      |
| 中町六丁目         | 2001年1月21日 | 1967年1月1日       | 大字上保谷の小字三軒家（一部）、天神山、鳥久保、荒井竹（一部）、苗木山                                                                               |      |
| 東町一丁目         | 2001年1月21日 | 1967年1月1日       | 大字下保谷の小字西松ノ木（一部）、南松ノ木（一部）、北新田、東新田、西新田、中西台                                                                   |      |
| 東町二丁目         | 2001年1月21日 | 1967年1月1日       | 大字下保谷の小字西松ノ木（一部）、南松ノ木（一部）、北新田、東新田、西新田、中西台                                                                   |      |
| 東町三丁目         | 2001年1月21日 | 1967年1月1日       | 大字下保谷の小字西松ノ木（一部）、南松ノ木（一部）、北新田、東新田、西新田、中西台                                                                   |      |
| 東町四丁目         | 2001年1月21日 | 1967年1月1日       | 大字下保谷の小字西松ノ木（一部）、南松ノ木（一部）、北新田、東新田、西新田、中西台                                                                   |      |
| 東町五丁目         | 2001年1月21日 | 1967年1月1日       | 大字下保谷の小字西松ノ木（一部）、南松ノ木（一部）、北新田、東新田、西新田、中西台                                                                   |      |
| 東町六丁目         | 2001年1月21日 | 1967年1月1日       | 大字下保谷の小字西松ノ木（一部）、南松ノ木（一部）、北新田、東新田、西新田、中西台                                                                   |      |
| 泉町一丁目         | 2001年1月21日 | 1967年1月1日       | 大字上保谷の小字山合（一部）、三軒家（一部）、荒井竹（一部）、大門、上宿（一部）、大字下保谷の小字南松ノ木（一部）                                   |      |
| 泉町二丁目         | 2001年1月21日 | 1967年1月1日       | 大字上保谷の小字山合（一部）、三軒家（一部）、荒井竹（一部）、大門、上宿（一部）、大字下保谷の小字南松ノ木（一部）                                   |      |
| 泉町三丁目         | 2001年1月21日 | 1967年1月1日       | 大字上保谷の小字山合（一部）、三軒家（一部）、荒井竹（一部）、大門、上宿（一部）、大字下保谷の小字南松ノ木（一部）                                   |      |
| 泉町四丁目         | 2001年1月21日 | 1967年1月1日       | 大字上保谷の小字山合（一部）、三軒家（一部）、荒井竹（一部）、大門、上宿（一部）、大字下保谷の小字南松ノ木（一部）                                   |      |
| 泉町五丁目         | 2001年1月21日 | 1967年1月1日       | 大字上保谷の小字山合（一部）、三軒家（一部）、荒井竹（一部）、大門、上宿（一部）、大字下保谷の小字南松ノ木（一部）                                   |      |
| 泉町六丁目         | 2001年1月21日 | 1967年1月1日       | 大字上保谷の小字山合（一部）、三軒家（一部）、荒井竹（一部）、大門、上宿（一部）、大字下保谷の小字南松ノ木（一部）                                   |      |
| 住吉町一丁目       | 2001年1月21日 | 1967年1月1日       | 大字上保谷の小字又六（一部）、入道（一部）、山合（一部）、上宿（一部）、大字下保谷の小字中島（一部）、南入（一部）                                   |      |
| 住吉町二丁目       | 2001年1月21日 | 1967年1月1日       | 大字上保谷の小字又六（一部）、入道（一部）、山合（一部）、上宿（一部）、大字下保谷の小字中島（一部）、南入（一部）                                   |      |
| 住吉町三丁目       | 2001年1月21日 | 1967年1月1日       | 大字上保谷の小字又六（一部）、入道（一部）、山合（一部）、上宿（一部）、大字下保谷の小字中島（一部）、南入（一部）                                   |      |
| 住吉町四丁目       | 2001年1月21日 | 1967年1月1日       | 大字上保谷の小字又六（一部）、入道（一部）、山合（一部）、上宿（一部）、大字下保谷の小字中島（一部）、南入（一部）                                   |      |
| 住吉町五丁目       | 2001年1月21日 | 1967年1月1日       | 大字上保谷の小字又六（一部）、入道（一部）、山合（一部）、上宿（一部）、大字下保谷の小字中島（一部）、南入（一部）                                   |      |
| 住吉町六丁目       | 2001年1月21日 | 1967年1月1日       | 大字上保谷の小字又六（一部）、入道（一部）、山合（一部）、上宿（一部）、大字下保谷の小字中島（一部）、南入（一部）                                   |      |
| ひばりが丘一丁目   | 2001年1月21日 | 1967年11月1日      | 大字上保谷の小字又六（一部）、大字下保谷の小字北原（一部）、中原、南原、大南新田、および字西原（一部）、字谷戸（一部）                               |      |
| ひばりが丘二丁目   | 2001年1月21日 | 1967年11月1日      | 大字上保谷の小字又六（一部）、大字下保谷の小字北原（一部）、中原、南原、大南新田、および字西原（一部）、字谷戸（一部）                               |      |
| ひばりが丘三丁目   | 2001年1月21日 | 1967年11月1日      | 大字上保谷の小字又六（一部）、大字下保谷の小字北原（一部）、中原、南原、大南新田、および字西原（一部）、字谷戸（一部）                               |      |
| ひばりが丘四丁目   | 2001年1月21日 | 1967年11月1日      | 大字上保谷の小字又六（一部）、大字下保谷の小字北原（一部）、中原、南原、大南新田、および字西原（一部）、字谷戸（一部）                               |      |
| ひばりが丘北一丁目 | 2001年1月21日 | 1968年11月1日      | 大字上保谷の小字又六（一部）、入道（一部）、大字下保谷の小字東入（一部）、入後、北原（一部）                                                         |      |
| ひばりが丘北二丁目 | 2001年1月21日 | 1968年11月1日      | 大字上保谷の小字又六（一部）、入道（一部）、大字下保谷の小字東入（一部）、入後、北原（一部）                                                         |      |
| ひばりが丘北三丁目 | 2001年1月21日 | 1968年11月1日      | 大字上保谷の小字又六（一部）、入道（一部）、大字下保谷の小字東入（一部）、入後、北原（一部）                                                         |      |
| ひばりが丘北四丁目 | 2001年1月21日 | 1968年11月1日      | 大字上保谷の小字又六（一部）、入道（一部）、大字下保谷の小字東入（一部）、入後、北原（一部）                                                         |      |
| 栄町一丁目         | 2001年1月21日 | 1968年11月1日      | 大字上保谷の小字入道（一部）、大字下保谷の小字東入（一部）、西入、中島（一部）、南入（一部）                                                         |      |
| 栄町二丁目         | 2001年1月21日 | 1968年11月1日      | 大字上保谷の小字入道（一部）、大字下保谷の小字東入（一部）、西入、中島（一部）、南入（一部）                                                         |      |
| 栄町三丁目         | 2001年1月21日 | 1968年11月1日      | 大字上保谷の小字入道（一部）、大字下保谷の小字東入（一部）、西入、中島（一部）、南入（一部）                                                         |      |
| 北町一丁目         | 2001年1月21日 | 1968年11月1日      | 大字下保谷の小字北荒屋敷、北宮ノ脇（一部）上後、上前（一部）、坊ヶ谷戸（一部）、東入（一部）                                                         |      |
| 北町二丁目         | 2001年1月21日 | 1968年11月1日      | 大字下保谷の小字北荒屋敷、北宮ノ脇（一部）上後、上前（一部）、坊ヶ谷戸（一部）、東入（一部）                                                         |      |
| 北町三丁目         | 2001年1月21日 | 1968年11月1日      | 大字下保谷の小字北荒屋敷、北宮ノ脇（一部）上後、上前（一部）、坊ヶ谷戸（一部）、東入（一部）                                                         |      |
| 北町四丁目         | 2001年1月21日 | 1968年11月1日      | 大字下保谷の小字北荒屋敷、北宮ノ脇（一部）上後、上前（一部）、坊ヶ谷戸（一部）、東入（一部）                                                         |      |
| 北町五丁目         | 2001年1月21日 | 1968年11月1日      | 大字下保谷の小字北荒屋敷、北宮ノ脇（一部）上後、上前（一部）、坊ヶ谷戸（一部）、東入（一部）                                                         |      |
| 北町六丁目         | 2001年1月21日 | 1968年11月1日      | 大字下保谷の小字北荒屋敷、北宮ノ脇（一部）上後、上前（一部）、坊ヶ谷戸（一部）、東入（一部）                                                         |      |
| 下保谷一丁目       | 2001年1月21日 | 1968年11月1日      | 大字下保谷の小字中荒屋敷、南荒屋敷（一部）、北宮ノ脇（一部）、南宮ノ脇、上前（一部）、坊ヶ谷戸（一部）、東松ノ木、西松ノ木（一部）、南松ノ木（一部） |      |
| 下保谷二丁目       | 2001年1月21日 | 1968年11月1日      | 大字下保谷の小字中荒屋敷、南荒屋敷（一部）、北宮ノ脇（一部）、南宮ノ脇、上前（一部）、坊ヶ谷戸（一部）、東松ノ木、西松ノ木（一部）、南松ノ木（一部） |      |
| 下保谷三丁目       | 2001年1月21日 | 1968年11月1日      | 大字下保谷の小字中荒屋敷、南荒屋敷（一部）、北宮ノ脇（一部）、南宮ノ脇、上前（一部）、坊ヶ谷戸（一部）、東松ノ木、西松ノ木（一部）、南松ノ木（一部） |      |
| 下保谷四丁目       | 2001年1月21日 | 1968年11月1日      | 大字下保谷の小字中荒屋敷、南荒屋敷（一部）、北宮ノ脇（一部）、南宮ノ脇、上前（一部）、坊ヶ谷戸（一部）、東松ノ木、西松ノ木（一部）、南松ノ木（一部） |      |
| 下保谷五丁目       | 2001年1月21日 | 1968年11月1日      | 大字下保谷の小字中荒屋敷、南荒屋敷（一部）、北宮ノ脇（一部）、南宮ノ脇、上前（一部）、坊ヶ谷戸（一部）、東松ノ木、西松ノ木（一部）、南松ノ木（一部） |      |

### 合併に伴う町名変更
- 田無市本町一〜七丁目→西東京市田無町一〜七丁目
- 保谷市本町一〜六丁目→西東京市保谷町一〜六丁目
- 田無市ひばりが丘団地→西東京市ひばりが丘三丁目2番（編入）

## 地域

### 住宅団地
- 都市再生機構（UR）※旧日本住宅公団
  - ひばりが丘団地（ひばりが丘三丁目および東久留米市ひばりが丘団地 1959年）→全面建替により現・ひばりが丘パークヒルズ
  - プロムナード東伏見（富士町）
  - グリーンプラザひばりが丘南（谷戸町）
  - グリーンハイツ武蔵境通り（新町）
  - 新柳沢団地（柳沢） - 西東京都市計画事業（一団地の住宅施設、1994年）
  - 東伏見団地（富士町） - 西東京都市計画事業（一団地の住宅施設、富士町、1958年）
  - 西原グリーンハイツ（西原町）
  - パークサイド田無向台（向台町）
- 東京都住宅供給公社（JKK東京）
  - 田無西原団地（西原町） - 西東京都市計画事業（一団地の住宅施設、1963年）
  - 田無南芝久保団地（芝久保町） - 西東京都市計画事業（一団地の住宅施設、1964年）
  - 田無アスタ住宅（田無町）
- 東京都都市整備局（都営住宅）
  - 田無芝久保一丁目アパート
  - 西原町四丁目アパート
  - 田無本町七丁目アパート
  - 田無谷戸町二丁目アパート
  - 田無南町三丁目アパート
  - 田無緑町三丁目アパート
  - ひばりが丘二丁目アパート
  - 下保谷二丁目アパート
  - 東伏見二丁目アパート
  - 柳沢一丁目アパート
  - 柳沢二丁目アパート
  - 柳沢六丁目アパート 他多数

## 行政

### 市長
- 池澤隆史（2021年2月18日就任、2期目）

歴代市長
| 代    | 氏名     | ふりがな          | 就任日                    | 退任日                    | 備考       |
| ----- | -------- | ----------------- | ------------------------- | ------------------------- | ---------- |
| 初代  | 保谷高範 | ほうや こうはん   | 2001年（平成13年）2月18日 | 2005年（平成17年）2月17日 | 旧保谷市長 |
| 2-3代 | 坂口光治 | さかぐち こうじ   | 2005年（平成17年）2月18日 | 2013年（平成25年）2月17日 |            |
| 4-5代 | 丸山浩一 | まるやま こういち | 2013年（平成25年）2月18日 | 2021年（令和3年）2月17日  |            |
| 6代   | 池澤隆史 | いけざわ たかし   | 2021年（令和3年）2月18日  |                           |            |

### 市庁舎
- 田無庁舎 所在地 〒186-8666 西東京市南町五丁目6番13号
- 保谷庁舎 所在地 〒202-8555 西東京市中町一丁目5番1号

合併時の経緯で旧保谷・田無両市役所を流用し2庁舎体制としている。

市長室は田無庁舎にあるため実質的な代表庁舎は田無庁舎であるが、部署により設置庁舎を分散させている。

### 出張所
- 柳橋出張所 所在地 〒202-0023 新町一丁目4番25号

谷戸出張所と中原出張所は統合し、移転。（2009年（平成21年）5月7日開設）
- ひばりヶ丘駅前出張所 所在地 〒202-0005 住吉町三丁目10番25号（HIBARI  TOWER1階）

### 財政
平成24年度
- 歳入総額 656億1792万円
- 歳出総額 642億3222万円
- 財政力指数 0.87

### 課題
- 商店街の活性化
  - 市の中心地としては、西武柳沢駅、田無駅北側、ひばりヶ丘駅、保谷駅南側となる。池袋、新宿、吉祥寺、渋谷などの中心商業地区へのアクセスが容易なこともあり、市内の1店舗あたりの購買金額が東京の各市の平均を下まわっている、そのため市内を4地区にわけ、それぞれに核となる商業活性化を図ることが進められている。
- 道路事情

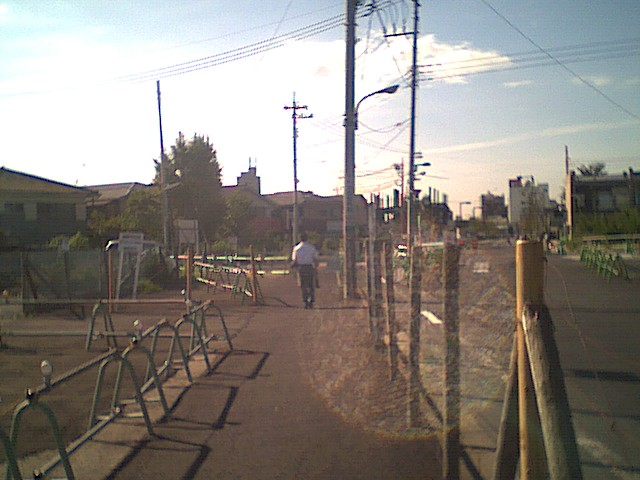
2004年9月における保谷駅北口の都市計画道路。遠方に北口。2005年1月現在で駅前ロータリーから200m程度の距離までは道路幅が広く整備されているが、以北は木杭に鉄線を結んだ状態の空き地のままである。

  - 2004年9月における保谷駅北口の都市計画道路。遠方に北口。2005年1月現在で駅前ロータリーから200m程度の距離までは道路幅が広く整備されているが、以北は木杭に鉄線を結んだ状態の空き地のままである。西東京市内は旧田無、旧保谷ともに市街化が急激に進んだため、道路整備が追いつかず市内には隘路が多く残っている。また市内の歩道の整備率が都内各市の平均を下まわっており、整備がもとめられている。

### 広域行政
- 多摩北部都市広域行政圏協議会
多摩地域北東部の、西東京市、小平市、東村山市、清瀬市、東久留米市の5市で施設の相互利用、イベントの共同開催などを行っている。通称「多摩六都」。「六都」とは合併前の田無、保谷を含めたもので、名称は合併後も継承されている。本市内に多摩六都科学館を持つ。
- 柳泉園組合
西東京市と東久留米市、清瀬市の3市で組織。ごみ処理の事業を行う。ごみ処理工場は東久留米市下里の東村山市境近くに設置されている。
- 昭和病院組合
清瀬市、小金井市、小平市、東久留米市、東村山市、東大和および西東京市により組織され、小平市にある公立昭和病院を運営している。
- 武蔵野市、三鷹市、小金井市、および西東京市の4市間で、公共施設の共同利用を行っている。

### 交流自治体
- 日本国内
  - 福島県南会津郡下郷町
1980年（昭和55年）4月29日、旧・保谷市と姉妹都市締結
  - 山梨県北巨摩郡須玉町（現・北杜市）
1999年（平成11年）2月4日、旧・田無市と姉妹都市締結
  - 千葉県勝浦市
2003年（平成15年）10月22日、西東京市として友好都市締結
  - 茨城県行方市
2006年（平成18年）11月-災害時相互応援協定を締結した。
- 日本国外の都市との交流は検討中となっている。

## 議会

### 東京都議会
2025年東京都議会議員選挙
- 選挙区：西東京市選挙区
- 定数：2人
- 任期：2025年7月23日 - 2029年7月22日
- 投票日：2025年6月22日
- 当日有権者数：168,286人
- 投票率：44.94％

| 候補者名   | 当落 | 年齢 | 所属党派           | 新旧別 | 得票数   |
| ---------- | ---- | ---- | ------------------ | ------ | -------- |
| 桐山ひとみ | 当   | 54   | 無所属             | 現     | 25,679票 |
| 浜中義豊   | 当   | 42   | 自由民主党         | 現     | 22,808票 |
| 戸村杏実   | 落   | 34   | 都民ファーストの会 | 新     | 16,853票 |
| 河添寛     | 落   | 50   | 再生の道           | 新     | 9,238票  |

2021年東京都議会議員選挙
- 選挙区：西東京市選挙区
- 定数：2人
- 投票日：2021年7月4日
- 当日有権者数：169,879人
- 投票率：40.03％

| 候補者名     | 当落 | 年齢 | 党派名             | 新旧別 | 得票数   |
| ------------ | ---- | ---- | ------------------ | ------ | -------- |
| 浜中義豊     | 当   | 38   | 自由民主党         | 新     | 21,160票 |
| 桐山ひとみ   | 当   | 50   | 都民ファーストの会 | 現     | 18,580票 |
| 石毛茂       | 落   | 68   | 立憲民主党         | 現     | 16,751票 |
| 井手重美津子 | 落   | 57   | 日本共産党         | 新     | 10,534票 |

2017年東京都議会議員選挙
- 選挙区：西東京市選挙区
- 定数：2人
- 投票日：2017年7月2日
- 当日有権者数：164,790人
- 投票率：49.18％

| 候補者名   | 当落 | 年齢 | 党派名             | 新旧別 | 得票数   |
| ---------- | ---- | ---- | ------------------ | ------ | -------- |
| 桐山ひとみ | 当   | 46   | 都民ファーストの会 | 新     | 30,650票 |
| 石毛茂     | 当   | 64   | 都民ファーストの会 | 現     | 20,647票 |
| 山田忠昭   | 落   | 68   | 自由民主党         | 現     | 16,511票 |
| 中村駿     | 落   | 30   | 日本共産党         | 新     | 12,102票 |

### 衆議院
- 選挙区：東京18区 （武蔵野市、小金井市、西東京市）
- 任期：2024年10月27日 - 2028年10月26日
- 投票日：2024年10月27日
- 当日有権者数：399,175人
- 投票率：60.13％

| 当落 | 候補者名   | 年齢 | 所属党派   | 新旧別 | 得票数   | 重複 |
| ---- | ---------- | ---- | ---------- | ------ | -------- | ---- |
| 当   | 福田かおる | 39   | 自由民主党 | 新     | 99,002票 | ○    |
| 比当 | 松下玲子   | 54   | 立憲民主党 | 新     | 96,820票 | ○    |
|      | 徳永由紀子 | 47   | 参政党     | 新     | 19,496票 |      |
|      | 樋口亮     | 37   | 日本共産党 | 新     | 18,512票 |      |

## 公共機関

### 警察
警視庁田無警察署が本市（東町4丁目15番の一部は石神井警察署が管轄）と東久留米市全域を管轄している。西東京市発足前後で変化はない。警察署名は主たる自治体名から取るように定められているが（警察法施行令）、2市を管轄しているため、西東京警察署への改称はされなかった。

### 消防
消防は東京消防庁へ業務を委託している。
西東京消防署（旧保谷消防署）が市内全域を管轄している。
- 西東京消防署（中町1-1-6）指揮隊、ポンプ隊2（特別消火中隊）はしご隊1、救急隊1
  - 保谷出張所（下保谷1-2-4）ポンプ隊2
  - 田無出張所（向台町2-3-6）ポンプ隊2、救急隊1
  - 西原出張所（西原町2-1-14）ポンプ隊1、救急隊1

### 日本郵政グループ
郵便局
市内に西東京郵便局、伏見通郵便局など19局が存在。元は集配郵便局の管轄について旧田無市が田無郵便局、旧保谷市が保谷郵便局となっていたが、両市合併後、田無郵便局に保谷郵便局が統合される形で西東京郵便局となった。この名残で、郵便番号は旧田無市域は上三桁が188、旧保谷市域は上三桁が202と異なる番号が与えられている。
ゆうちょ銀行
西東京店（西東京郵便局に併設）が直営店として取扱を実施。その他の郵便局は代理店として窓口業務を行う。
かんぽ生命
市内に直営店は存在しない。各郵便局が代理店として窓口業務を行う。法人営業は小金井支店が担当。

### 電話
- 市外局番は殆どが042で、新町の一部は武蔵野市・三鷹市の一部と同じ0422である。なお、2006年（平成18年）4月29日以前は東久留米市、清瀬市の全域、小平市、新座市、調布市と同じく0424だった。
- 単位料金区域(MA) は武蔵野三鷹MAで、本市のほかに武蔵野市・東久留米市・清瀬市の各全域、調布市中西部、三鷹市のほぼ全域、小平市・狛江市・府中市・小金井市・埼玉県新座市の各一部が同MA内である。このうち本市新町・武蔵野市、三鷹市のほぼ全域、調布市・小金井市の各一部を除いては同じ市外局番の042である。これらの地域は同じMA内であるため、この2つの市外局番相互間でも市内通話となる。
- 天気予報は東京地方のエリアで、以前は電話案内サービス177で東京23区の市外局番である03エリア（東京MA）とこのMAだけが東京都心の天気現況（風・気温・湿度）のアナウンスで残りの多摩地域は八王子のものをアナウンスしたが、2006年（平成18年）1月から東京地方全域（23区・多摩）同じアナウンスとなり天気現況も東京都心と八王子両方アナウンスするようになった。
- 2006年（平成18年）4月29日から市外局番が042となったが、同じ市外局番には以下のエリアが存在しており、これらのエリアに電話するには、同じ042でも市外局番からダイヤルしなければならない（天気予報は旧市外局番+177をダイヤル）。
  - 立川市・日野市・昭島市など西多摩地域（青梅市・奥多摩町を除く）のエリア（1997年（平成9年）変更・変更前0425）
  - 国分寺市・府中市・東村山市などの中多摩エリア（1998年（平成10年）4月変更・変更前0423）
  - 町田市・神奈川県相模原市津久井地区などのエリア（1998年（平成10年）10月変更・変更前0427・ただし天気予報は町田市向けは04273-177、相模原市向けは04278-177）
  - 埼玉県飯能市・日高市のエリア（2004年（平成16年）変更・変更前0429）
  - 八王子市などのエリア（2006年（平成18年）3月5日変更・変更前0426・ただし天気予報は八王子市向けが0426-177、相模原市相模湖・藤野両地区向けは04268-177）

（以前は埼玉県所沢市・入間市・狭山市も042だったが、2004年（平成16年）に現在の04に変更された。なお天気予報は0429-177のまま）

### 上水道
東京都水道局に統合。東村山浄水場の配水地域であるが、市内には保谷町、西東京栄町、芝久保の3浄水所（地下水汲み上げ）もある。

### 下水道
市の下水道課が管理。

### 一般廃棄物

#### 収集
保谷庁舎のごみ減量推進課にて市内全域の家庭系一般廃棄物の収集を実施。
2007年（平成19年）9月以降は可燃ごみ・不燃ごみを個別収集
2007年（平成19年）10月以降はプラスチック容器包装類を分別収集
2008年（平成20年）1月以降は可燃ごみ・不燃ごみ・プラスチック容器包装類の収集を有料化
2010年（平成22年）10月から指定収集袋（ごみ袋）の金額を改定（減額）
| ゴミの種類             | 色     | サイズ  | ごみ処理手数料 |
| ---------------------- | ------ | ------- | -------------- |
| 可燃ゴミ 不燃ゴミ 共通 | 黄\|   | 5L相当  | 一枚 7.5円     |
| 可燃ゴミ 不燃ゴミ 共通 | 黄\|   | 10L相当 | 一枚 15円      |
| 可燃ゴミ 不燃ゴミ 共通 | 黄\|   | 20L相当 | 一枚 30円      |
| 可燃ゴミ 不燃ゴミ 共通 | 黄\|   | 40L相当 | 一枚 60円      |
| 容器包装プラスティック | グレー | 10L相当 | 一枚 5円       |
| 容器包装プラスティック | グレー | 20L相当 | 一枚 10円      |
| 容器包装プラスティック | グレー | 40L相当 | 一枚 20円      |

販売は、10枚単位

#### 中間処理
柳泉園組合（東久留米市、清瀬市、西東京市が設置した一般廃棄物の処理施設）で可燃ごみの燃焼処理・不燃ごみ・資源ごみの中間処理を実施する。

#### 最終処理
東京たま広域資源循環組合の谷戸沢処分場（処分終了）、二ツ塚処分場（現用）にて埋立処分およびセメント化事業を実施する。

#### 東京都管轄区域の行政機関
東京法務局田無出張所

### 国の行政機関
自衛隊東京地方協力本部三多摩地区隊本部西東京地域事務所 - 田無町4丁目28-13

## 経済

### 産業
就業人口
- 一次産業 735人
  - 市内の約13%は耕地、水田も0.5%ほど存在する。
- 二次産業 18,415人
  - 市内には約306か所の製造業、644か所の建設業の事業所が存在する。
- 三次産業 65,722人
  - 市内には卸売商店が207店、小売業店舗が1516店存在する。

### 主な事業所
- シチズン時計 - 本社・田無工場
- 住友重機械工業 - 田無製造所 機能縮小で、一部敷地がマンションとなった。
- 損害保険ジャパン事務本部ビル - SOMPOビジネスサービス本社 損保ジャパンのコンピュータ・センター
- 株式会社共同観光バス - 観光バス会社。
- 株式会社大成観光バス - 観光バス会社。
- 田無交通
- 東都自動車交通株式会社 - 三鷹営業所
- シンエイ動画 - アニメプロダクション。『ドラえもん』『クレヨンしんちゃん』などを製作している。
- Triple A - アニメプロダクション。
- デイヴィッドプロダクション - アニメプロダクション。
- アニメフィルム - 東京アニメーションフィルムの業務を引き継いだアニメ会社と撮影スタジオ。
- あにまる屋 - かつてシンエイ動画の下請けをしたアニメ会社。隣にはアニメフィルムがある。
- 東興通信社 - 西東京市周辺の地方情報通信社。無料のミニコミ紙を発行していたが2008年（平成20年）9月末で休刊。
- タウン通信 - 西東京市（全域）、東久留米市（全域）、小平市（東部）、新座市（一部）のエリアに新聞折込と一緒にタウン誌を配る情報誌出版社。
- 旭製菓 - かりんとうを製造している製菓会社。
- 保谷納豆 - 納豆の製造メーカー。本社は当市、工場は東村山市にある。
- 柳内商店・やなぎうちカステラ本舗 - カステラ製造の製菓店。日本テレビのぶらり途中下車の旅でも取り上げられた。
- 藤和ハウス - 不動産業。田無駅前に本社本店。
- 東栄住宅 - 不動産業。芝久保町に本社。
- アーネストワン - 不動産業。北原町に本社。
- 東京電力 - 武蔵野変電所
- 東京ガス - 保谷導管事業所

### かつて存在した事業所
隣接する武蔵野市に中島飛行機武蔵製作所があり、当市内にはその関連工場・施設（中島航空金属田無製作所。跡地はひばりが丘団地となった）があったため、数次の空襲を受ける。戦後、当市内のそれら関連工場・施設は民需に転換して存続したが、旧保谷市の革新市政の政策や近年の産業構造の改革等により、その多くが閉鎖された。跡地は大規模マンションなどになっており、人口増につながっている。
- 石川島播磨重工業（現:IHI） - 田無工場 工場統合にともない閉鎖された。跡地はマンション「ヴィーガーデン ザ・レジデンス」や商業施設が建設されている。
- クリスタルガラス食器、眼鏡、HDD等の電子部品等で知られるHOYAは、以前、保谷町にあったことが社名の由来。
- ファミリーレストランチェーンすかいらーくは、前身のことぶき食品がひばりが丘団地内にあったことに由来（ヒバリの英名「(sky)lark」）。
- 製薬の三共も田無工場を持っていた。工場跡地はマックスバリュ田無芝久保店などになった。
- バンプレストは創業当時、豊栄産業（ホーエイ）の名で南町から始まり、本町などに本社を置いた。
- 大戸屋の本部が田無本町に存在していた。
- 朝比奈機械（現東芝機械）の本社工場が柳沢に存在したが、現在はマンションとなる。
- 東鳩製菓の保谷工場が東伏見に、田無工場が芝久保町に存在した。現在、保谷工場跡地、田無工場跡地ともにマンションとなる。
- 協同乳業の東京工場が新町にあった（現在はマンション）。
- 東北金属工業（現 トーキン）の東京事業所が柳沢にあった（現在はマンション）。
- 川村精管工業の保谷工場が柳沢に存在した。現在はマンションとなる。
- 日本チューナー（芝久保町）

### 商業施設
- アスタビル - 田無駅北口の再開発ビル。商業施設のほかみずほ銀行、市民ホール・場外馬券売場、屋上フットサル場、集合住宅で構成。
  - LIVIN田無店 - 東側地下1階 - 5階
  - アスタ専門店街 - 西側地下1階 - 3階
    - イトーヨーカドー田無店（閉店） - 専門店街内2階の一部、衣料品のみの小型店。2021年2月14日に閉店。跡地はノジマが出店。
- 西友
  - LIVIN田無店 - アスタ東側地下1階 - 5階。1995年から1999年までは田無西武として営業。2024年11月に2階から上を専門店フロアとしてリニューアル。
  - ひばりヶ丘店 - ひばりヶ丘駅南口。2016年10月に2階から上を専門店フロアとしてリニューアル。
  - ひばりが丘団地店 - ひばりが丘団地内（中原小学校停留所前）に設置。旧店は現在のひばりが丘団地停留所前にあった（当時は「団地西友前」の停留所名）。
  - 保谷店 - 保谷駅直結。駅前再開発により旧店舗閉鎖、完成した再開発ビルに再出店。
- ひばりが丘パルコ - ひばりヶ丘駅南口アリエビルに設置。上層階は集合住宅。
- フレスポひばりが丘 - 谷戸町
- オーケー
  - 東伏見店
  - ひばりが丘店
- いなげや
  - 保谷町店 - 旧保谷市本町（現：保谷町）に所在した旧保谷本町店を2014年に閉鎖し建て替え。2年間の休業を経て2016年に現在の店舗を開店。2階にはジョーシン西東京保谷店が入居。
  - 西東京富士町店 - 富士町六丁目に2013年オープン。
  - ブルーミングブルーミーひばりヶ丘パルコ店 - ひばりヶ丘パルコ地下1階に出店していたクイーンズ伊勢丹の跡に2018年に居抜き出店。
- マックスバリュ
  - 田無芝久保店 - 三共田無工場跡
- サミット
  - 向台町店 - IHI田無工場跡（ヴィーガーデン西東京）、2階にはコジマ×ビックカメラ西東京店が入店。
- ビッグ・エー
  - 田無向台店
  - 西東京谷戸町店
  - 西武柳沢駅北口店
- コープみらい（旧：コープとうきょう）
  - 東伏見店
  - ひばりが丘店
- コーナン商事
  - コーナンPROドイト小金井公園店 - ドン・キホーテ五日市街道小金井公園店を改装して2015年4月にドイトプロ小金井公園店として開業。親会社のパン・パシフィック・インターナショナルホールディングスがドイト事業をコーナン商事に譲渡した事に伴い、現在の屋号に変更。
  - コーナン西東京田無店・コーナンPRO西東京田無店 - 田無ファミリーランドのバッティングセンター、ゲームコーナーだった敷地の一部に2020年9月にオープン。
- ロピア
  - ロピア田無店 - コーナン西東京田無店内に2020年9月にオープン。
- ビック・ライズ
  - 食品館あおば田無店 - 2021年1月21日開店。
    - 元々はいなげや田無芝久保店だったが、2018年3月末閉店。
    - その後2018年6月2日よりビバホーム田無芝久保店となったが、2020年8月16日に閉店。
    - いなげや出店時には敷地内にいなげやグループのウェルパークが出店していたが、ビバホーム出店時に調剤薬局のみ継続して出店し、LIXILビバ（当時）初の調剤薬局併設店舗として運営されていた。
    - ビバホーム閉店後もウェルパーク調剤薬局のみ営業を継続しており、食品館あおば出店時にサンドラッグ西東京芝久保店も敷地内に開店しているため、ドラッグストア部分はサンドラッグ、調剤薬局部分はウェルパークと両者が共存している。
- ドン・キホーテ
  - ドン・キホーテ田無駅前店 - 2024年11月にアスタ東側2階にオープン。
- カインズ
  - カインズリヴィン田無店  - 2024年11月にアスタ東側3階にオープン。

## 教育

### 小学校
- 西東京市立田無小学校 - 1873年（明治6年）に真成学舎として開校。
- 西東京市立保谷小学校 - 1874年（明治7年）に上保谷小学校として開校。
- 西東京市立保谷第一小学校 - 1947年（昭和22年）に保谷第一国民学校として開校。
- 西東京市立保谷第二小学校 - 1947年（昭和22年）に保谷第二国民学校として開校。
- 西東京市立谷戸小学校 - 1954年（昭和29年）に開校。
- 西東京市立東伏見小学校 - 1956年（昭和31年）に開校。
- 西東京市立中原小学校 - 1959年（昭和34年）に開校。
- 西東京市立向台小学校 - 1959年（昭和34年）に田無小学校向台分校として開校。
- 西東京市立碧山小学校 - 1963年（昭和38年）に開校。
- 西東京市立芝久保小学校 - 1968年（昭和43年）に開校。

- 西東京市立栄小学校 - 1970年（昭和45年）に開校。
- 西東京市立谷戸第二小学校 - 1972年（昭和47年）に開校。
- 西東京市立東小学校 - 1974年（昭和49年）に開校。
- 西東京市立柳沢小学校 - 1975年（昭和50年）に開校。
- 西東京市立上向台小学校 - 1978年（昭和53年）に開校。
- 西東京市立本町小学校 - 1979年（昭和54年）に開校。
- 西東京市立住吉小学校 - 1984年（昭和59年）に開校。2015年（平成27年）に旧泉小学校を統合。
- 西東京市立けやき小学校 - 旧西原小学校・旧西原第二小学校を統合し、2001年（平成13年）に開校。

田無小学校（2015年5月30日撮影）
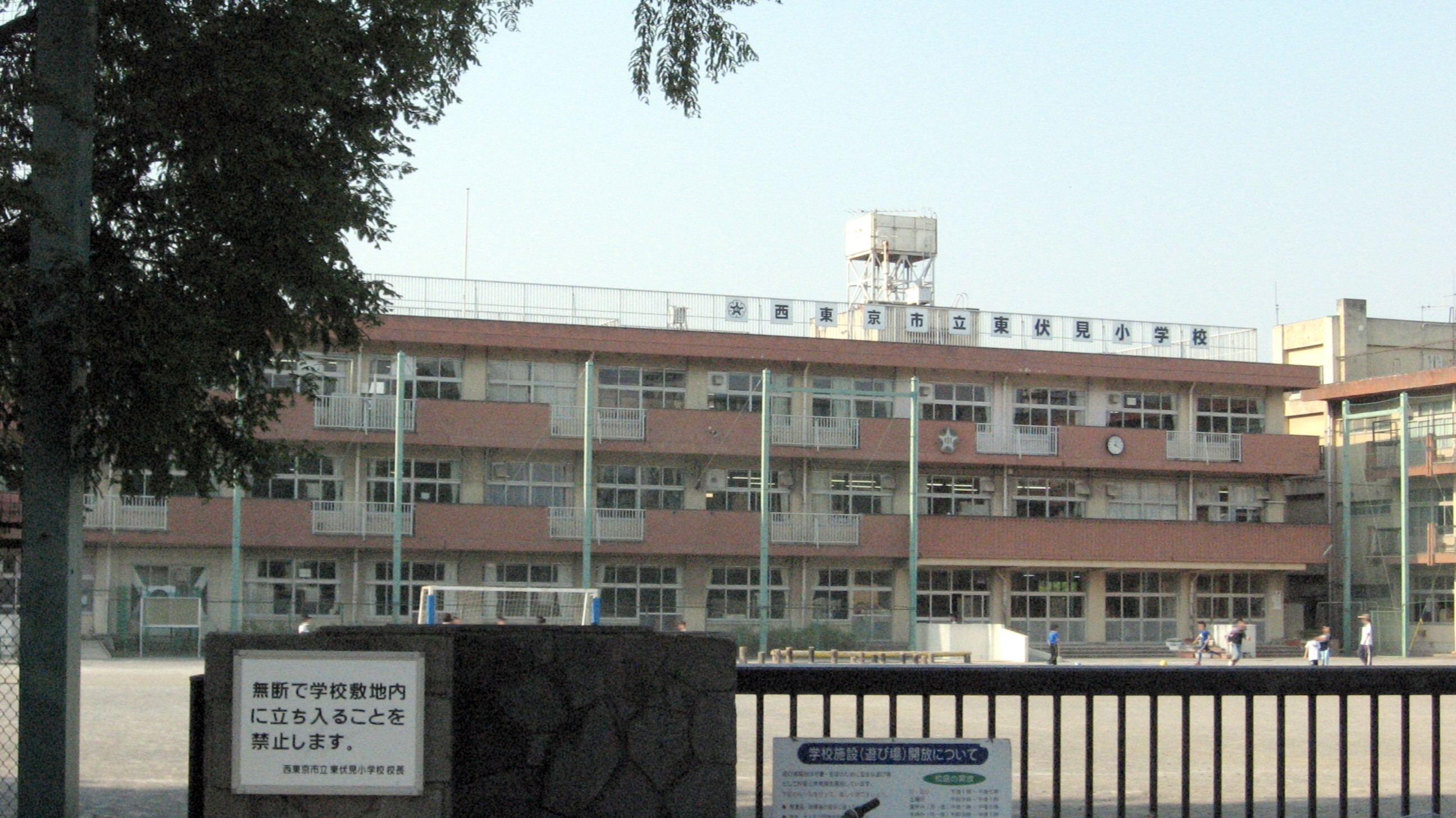
東伏見小学校
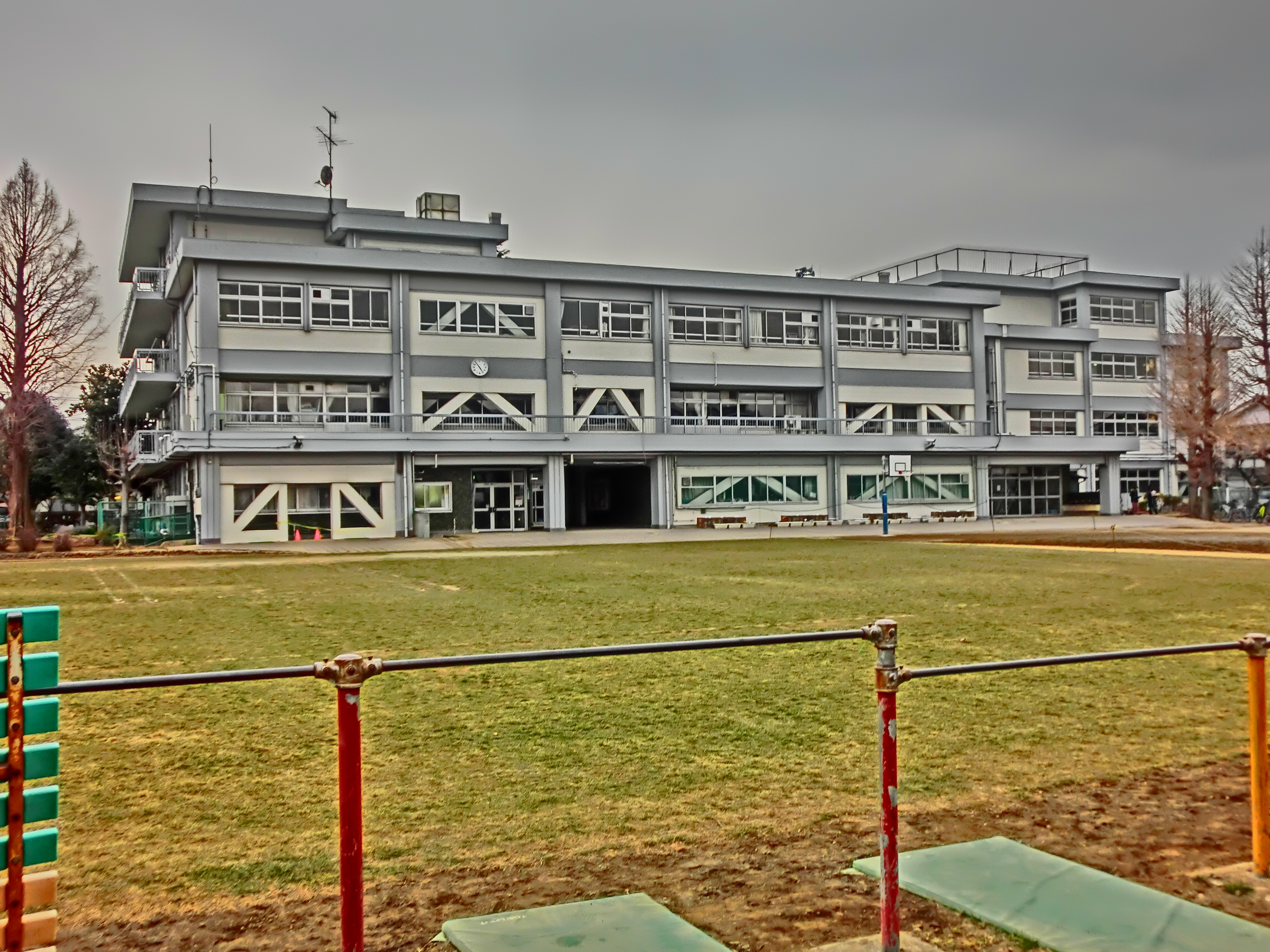
芝久保小学校
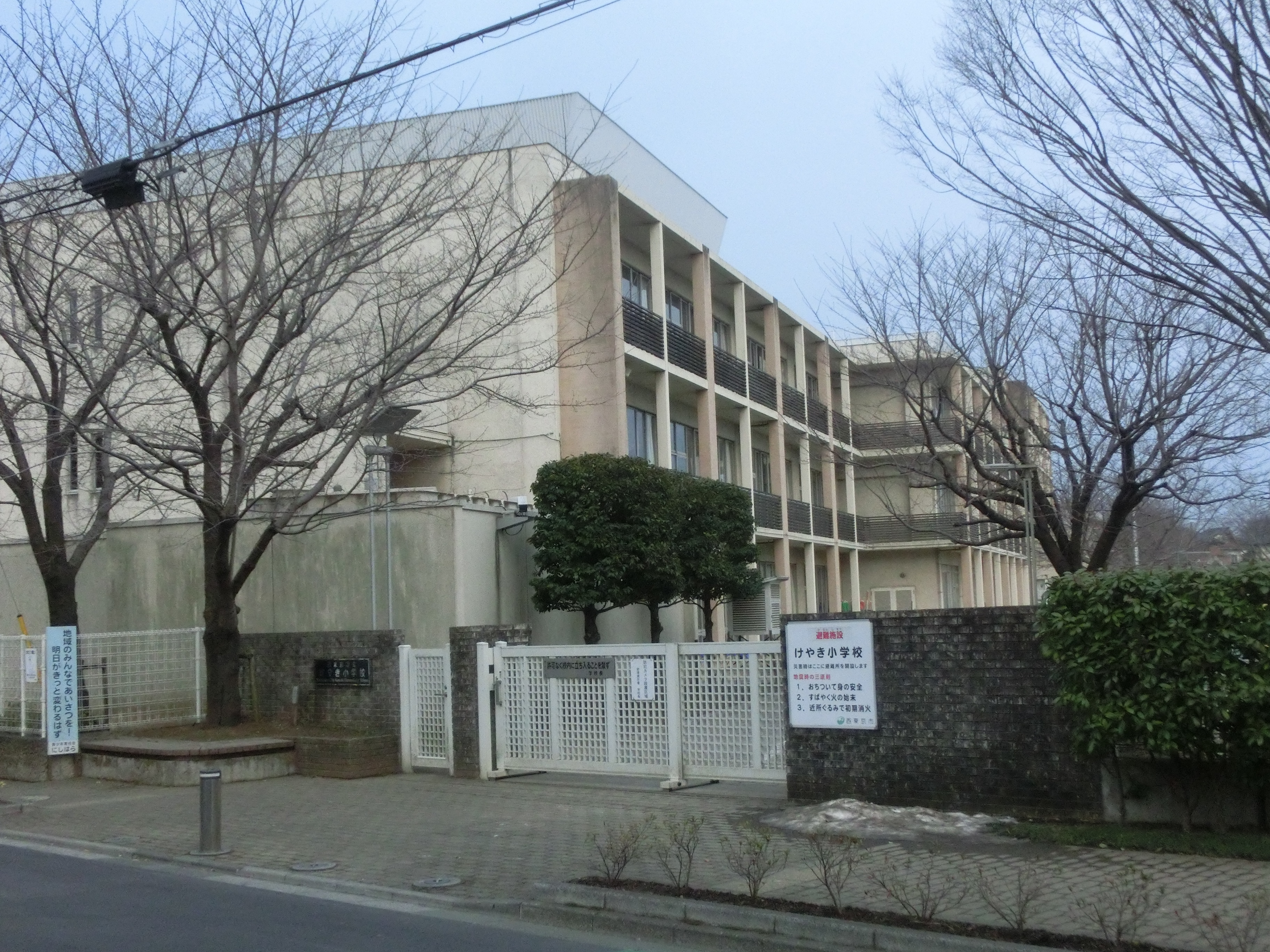
けやき小学校

### 中学校
- 西東京市立田無第一中学校
- 西東京市立田無第二中学校
- 西東京市立田無第三中学校
- 西東京市立田無第四中学校
- 西東京市立柳沢中学校
- 西東京市立保谷中学校
- 西東京市立青嵐中学校
- 西東京市立ひばりが丘中学校
- 西東京市立明保中学校

私立の中学校は高校と併設の場合は高校の項に記す。

### 高等学校
都立
- 東京都立田無高等学校
- 東京都立保谷高等学校
- 東京都立田無工科高等学校

私立
- 文華女子高等学校
- 武蔵野大学中学校・高等学校
- 岩倉高等学校付属西東京運動場

### 大学
- 武蔵野大学武蔵野キャンパス
- 早稲田大学東伏見キャンパス
- 早稲田大学東伏見運動場
- 東京大学大学院農学生命科学研究科附属生態調和農学機構（東京大学田無キャンパス）
  - 千葉市検見川への移転構想があったが、2007年（平成19年）8月に移転中止が決定された。
  - 田無演習林
  - 農場博物館
  - 東大ハス見本園
  - 東京大学原子核研究所跡記念碑 1953年（昭和28年） - 2000年（平成12年）頃まで実験用核施設が存在していた。現在は柏や和光に分かれて移転し跡地は西東京いこいの森公園になっている。

以前は明治薬科大学があったが清瀬市に移転している。跡地はマンションなどに整備された。
東町1丁目の文理台公園は1936年（昭和11年）9月に旧東京文理科大学保谷運動場として開設されたもので、かつては400mトラックと投擲場、跳躍場、サッカーおよびラグビーのゴール、さらに教官室と2階建ての合宿所も備えていた。

### 保育園
市立
- 田無保育園（公設民営）
- そよかぜ保育園（公設民営）
- 向台保育園
- 西原保育園
- みどり保育園（公設民営）
- 芝久保保育園（公設民営）
- けやき保育園
- ひばりが丘保育園
- はこべら保育園
- ひがしふしみ保育園（公設民営）
- こまどり保育園
- ほうやちょう保育園（公設民営）
- すみよし保育園
- なかまち保育園
- ひがし保育園
- しもほうや保育園（公設民営）
- やぎさわ保育園

私立
- サムエル保育園
- 田無北原保育園
- きたしば保育園
- 柳橋保育園
- 和泉保育園
- アスクたなし保育園
- レイモンド田無保育園
- Nicot田無
- サムエル保育園分園
- グローバルキッズ柳沢園
- 谷戸のびのび保育園
- アスクたなし南町保育園
- 田無ひまわり保育園

### その他
- 国立 筑波大学附属小学校 保谷農園 - 元東京教育大学附属小学校のため、同大運動場跡である文理台公園に隣接
- 東京都立田無特別支援学校 高等部

## 病院
- 佐々総合病院
- 田無病院
- 西東京中央総合病院
- 山田病院
- 保谷厚生病院
- 武蔵野徳洲会病院

市域内に公立病院はないが当市も参画する昭和病院組合が小平市に公立昭和病院を開設。その通院連絡のため、西武柳沢駅から同病院前を経て青梅車庫へ至る都営バス梅70系統が運行されていたが、2015年3月31日をもって運行短縮によって（小平市の花小金井駅以遠の運行に）、当市内を運行しなくなった。

## 交通

### 鉄道

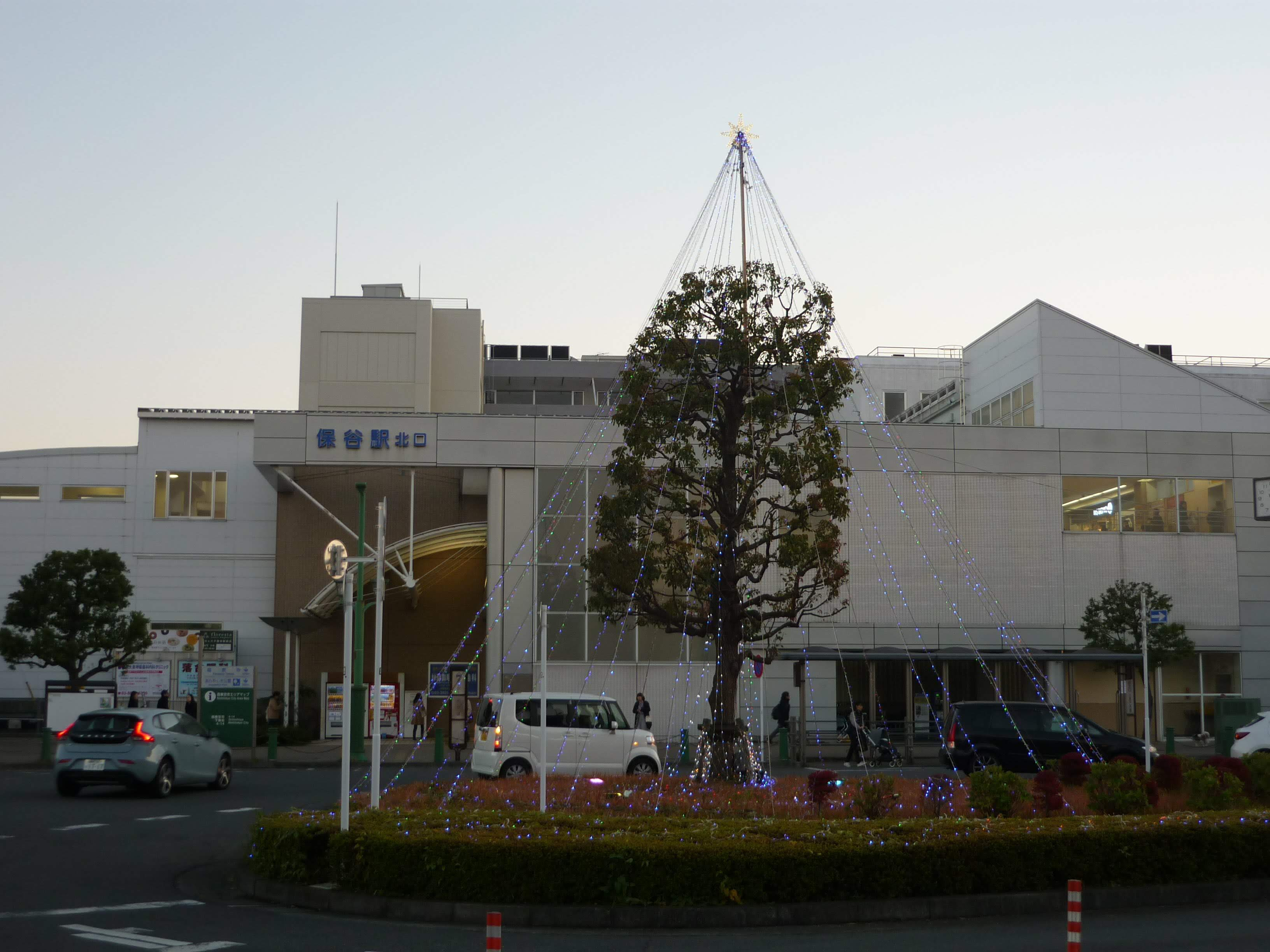
保谷駅

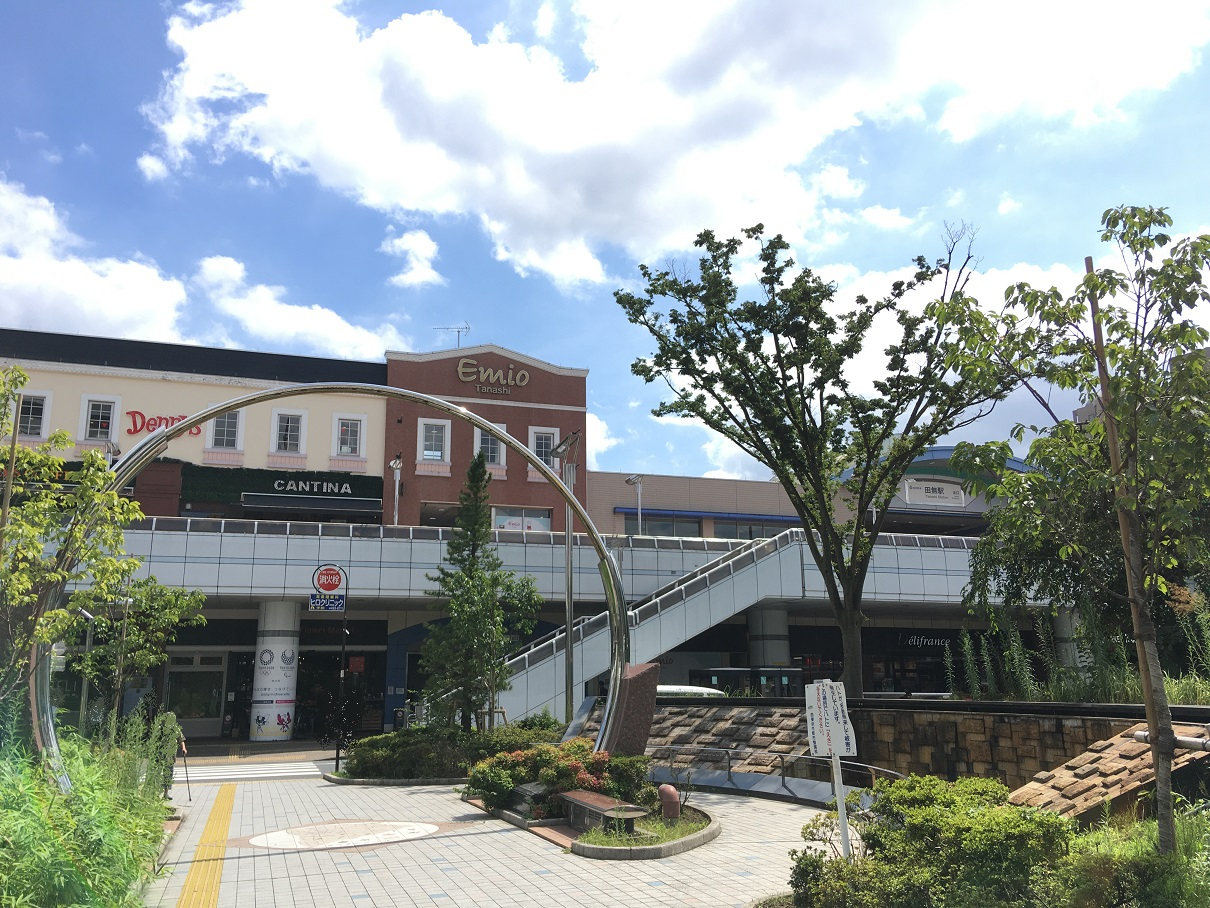
田無駅

市の東西を以下の2路線が走り東京都中心部と結ばれている。JTB時刻表では市の代表駅を田無庁舎最寄りの田無駅としている。
西武鉄道
池袋線
- - 保谷駅 - ひばりヶ丘駅 -

新宿線
- - 東伏見駅 - 西武柳沢駅 - 田無駅 -

この他、小平市にある花小金井駅も市境に近く、芝久保町などは同駅が最寄となる。

### バス
- 西武バス - 市内西原町に滝山営業所西原車庫がある。かつては田無駅前に田無営業所があったが再開発のため縮小移転した。なお、市内の路線は西原車庫（ひばりヶ丘駅 - 田無駅 - 武蔵境駅発着の3路線）のほか、滝山営業所（ひばりヶ丘 - 三鷹駅と花小金井 - 吉祥寺駅）と上石神井営業所（保谷駅発着）、新座営業所（ひばりヶ丘駅北口発着）、練馬営業所（深夜急行バス）も担当。
  - 市内各路線 ひばりヶ丘、田無両駅を中心に、保谷駅と東伏見駅の駅前に発着。西武柳沢駅は駅近くに発着。これらの多くは中央線三鷹駅・吉祥寺駅・武蔵境駅へ連絡する。運賃は東伏見以南・以東が都区内均一制、それ以外は区間制になる。なお、上石神井担当の保谷発着路線と滝山担当の吉64（花小金井駅 - 田無駅入口 - 吉祥寺駅）は前のり信用方式（乗車時に行先を告げて運賃を支払う）による運賃収受、他は整理券方式による後のり後払い制になる。
  - 西東京市コミュニティバスはなバス第1 - 3ルート（委託運行）。はなバスは大人150円、小児・割引対象者は100円均一。西原町の西原車庫ではなく、東久留米市にある西武バス滝山営業所に委託されている。
  - みどりバス - 練馬区のコミュニティバス。保谷駅発着路線（光が丘駅行）がある。
- 関東バス 武蔵野営業所の担当。
  - 市内各路線 西武柳沢、保谷、東伏見の3駅から三鷹・吉祥寺方面への路線が発着。また、田無駅近辺や多摩六都科学館、向台町五丁目、ヴィーガーデン西東京など（武蔵境駅含む）にも発着。なお、東伏見以北・以西は区間制運賃のため、前のり信用方式での運賃収受を行う。
  - 西東京市コミュニティバスはなバス第4南・北ルート（委託運行）。はなバスは大人150円、小児・割引対象者は100円均一。
- 上記の通り、都営バスが青梅から西武柳沢駅前まで乗り入れていたが、2015年3月末で廃止となった。1984年までは当市（当時の田無市・保谷市）内を通り阿佐ケ谷駅（杉並区）まで運行していた。

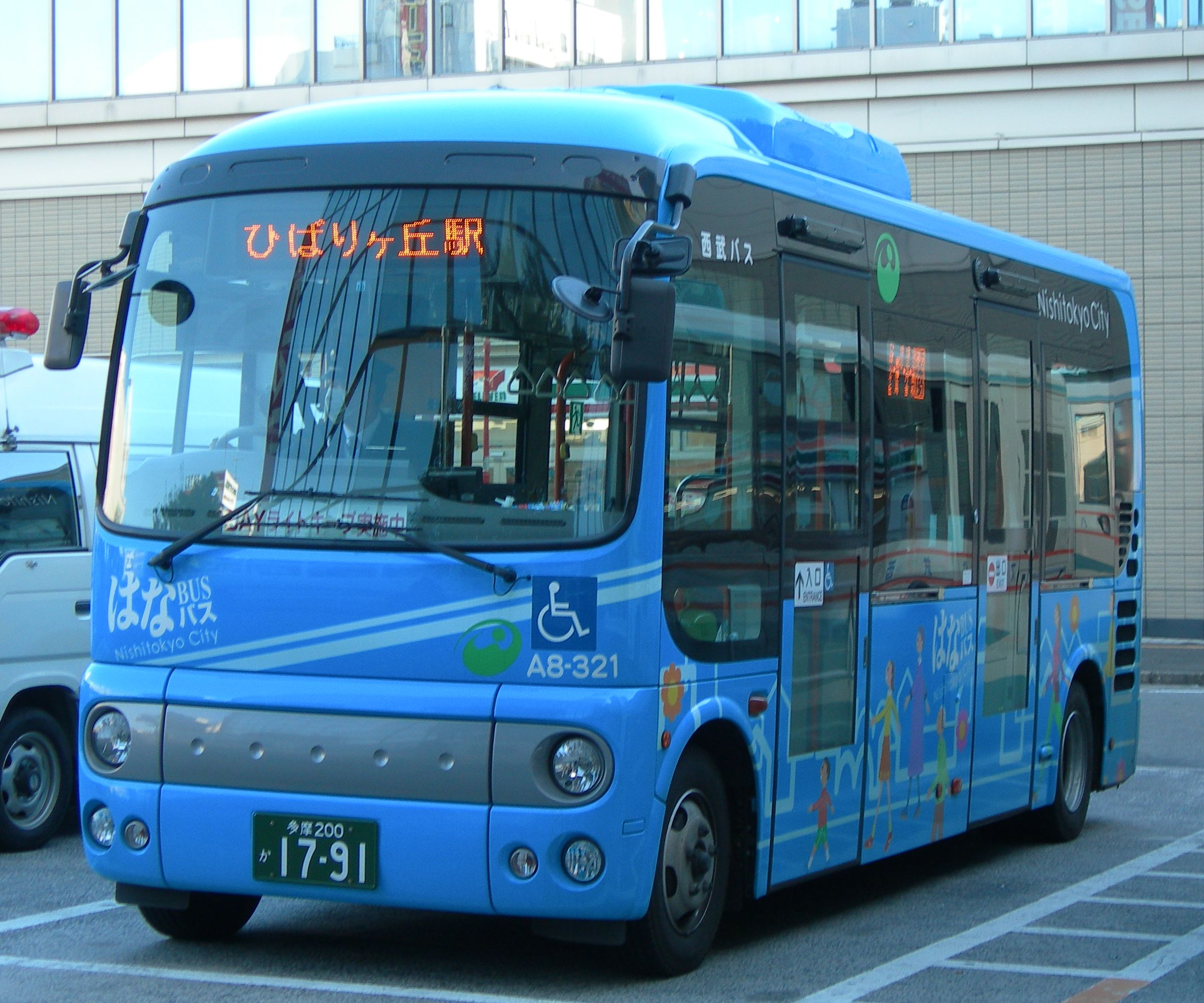
西東京市コミュニティバス「はなバス」の車両。ひばりヶ丘駅南口にて

### 道路

#### 高速道路・国道
なし。東京都道5号新宿青梅線に並行する形で、地域高規格道路の多摩新宿線が通るルート構想があるが、具体化していない。

#### 都道（主要地方道）
- 東京都道・埼玉県道4号東京所沢線
  - 本線：青梅街道・所沢街道（田無町一丁目交差点を境に名称が変わる）
  - 支線（バイパス。都市計画道路西東京3・4・9号保谷東村山線）：東大農場通り（通称。北原町2丁目 - 六角地蔵尊前交差点）、新所沢街道（通称。西原町4丁目 - 東久留米市境 - 東村山市方面） - 両道路間および東大農場通り以東は事業中。
- 東京都道5号新宿青梅線
  - 青梅街道（田無町一丁目交差点以西）
  - 新青梅街道（北原交差点以西）
- 東京都道7号杉並あきる野線 -- 五日市街道（他に支線あり、東伏見以南の一部が伏見通り（調布保谷線）に該当）
- 東京都道8号千代田練馬田無線 -- 富士街道
- 東京都道12号調布田無線 -- 武蔵境通り
- 東京都道・埼玉県道24号練馬所沢線
- 東京都道・埼玉県道25号飯田橋石神井新座線 -- 片山県道
- 東京都道・埼玉県道36号保谷志木線 -- 片山県道

#### 都道（多摩南北道路）
- 多摩南北道路1号線 --調布保谷線（伏見通り）（都道234号・233号・7号の各支線）

#### 都道（一般都道）
- 東京都道112号ひばりケ丘停車場線 -- 谷戸新道
- 東京都道132号小川山田無線 -- 鈴木街道
- 東京都道233号東大泉田無線 -- 保谷新道（本線）、伏見通り（支線・調布保谷線）（東伏見～保谷庁舎）
- 東京都道・埼玉県道234号前沢保谷線 -- 伏見通り（支線・調布保谷線）（保谷庁舎以北）、（本線は通称名なし）
- 東京都道245号杉並田無線 -- 新青梅街道（北原交差点以東）
- 東京都道253号保谷狭山自然公園自転車道線 -- 多摩湖自転車歩行者道

## 施設

### スポーツ施設
- スポーツセンター（第一、第二体育室、温水プール、トレーニング室他） - 保谷庁舎隣接
- 南町スポーツ・文化交流センター きらっと（第一、第二体育室他） - 田無庁舎・中央図書館隣接
- 総合体育館（第一、第二体育室他）
- 健康広場
- 市民公園グラウンド
- 向台運動場 - 1984年（昭和59年）9月オープン。
- 西原広場
- 北原運動場 - 1982年（昭和57年）4月オープン。
- 芝久保運動場 - 1983年（昭和58年）3月オープン。
- 芝久保第二運動場
- ひばりが丘運動場
- 武道場
- ダイドードリンコアイスアリーナ（西武グループ所有）

### 主な公園
- 西東京いこいの森公園 - 合併記念公園として建設
- 上保谷新田公園
- 谷戸二丁目第二公園
- 青嵐台公園
- ひばりが丘北わんぱく公園
- 北町坊が谷戸公園
- あらやしき公園
- 白子南公園
- 北町第四公園
- 中島公園
- たけのこ公園
- 下保谷第一公園
- 下保谷森林公園
- 住吉町第三公園
- 谷戸イチョウ公園
- はなみずき公園
- 泉町きつつき公園
- 泉町第三公園
- 文理台公園 - 旧東京文理科大学保谷運動場跡、1984年（昭和59年）開園
- なえぎ山公園
- 西原自然公園 - 1979年（昭和54年）7月開園
- 保谷なかよし公園
- 北原第一公園
- 西浦公園
- 保谷第一公園
- さくら公園
- 東伏見北公園
- 保谷第二公園
- 芝久保第一公園
- けやき台公園
- しじゅうから公園
- むくのき公園
- 柳沢せせらぎ公園
- 柳沢第四公園
- 上向台公園
- 田無市民公園
- 向台公園 - 1981年（昭和56年）4月開園
- 向台第二公園 - 1979年（昭和54年）7月開園
- 美向台公園
- さざんか公園
- 新町つつじ公園
- 新町さつき公園
- 谷戸せせらぎ公園
- 芝久保町一丁目さくらの丘公園
- 谷戸セントラルパーク
- 下野谷遺跡公園
- あおぞら公園
- 北宮ノ脇公園 - 1999年（平成11年）7月1日開園
- 芝久保町三丁目ふれあい公園
- 下野谷遺跡公園

### 都立公園
- 都立小金井公園
- 東伏見公園（総合公園）
- 狭山・境緑道（多摩湖自転車歩行者道）

### 市管理広場
- 千駄山広場 東伏見公園の計画地の一部
- 狭山児童広場

### 緑地保全地域
- 碧山森緑地保全地域
- 保谷北町緑地保全地域

### 図書館
- 西東京市図書館
  - 中央図書館 - 1975年（昭和50年）8月開館。田無庁舎隣接。地域・行政資料室を設置[21]。
  - 柳沢図書館 - 1987年（昭和62年）4月開館。
  - 保谷駅前図書館 - 2008年（平成20年）6月開館（下保谷図書館（同年5月閉館）から移転）。
  - 芝久保図書館 - 1982年（昭和57年）4月開館。
  - 谷戸図書館 - 1984年（昭和59年）9月開館。
  - ひばりが丘図書館 - 1994年（平成6年）6月開館。
  - 新町福祉会館図書サービス - 旧・新町分室（2015年9月閉室し図書サービスに移行）[22]。予約・受取・返却・蔵書検索のみ扱う。
  - 東伏見ふれあいプラザ図書サービス - 予約・受取・返却・蔵書検索のみ扱う。

本市内に在住・在勤・在学者、小平市・東村山市・清瀬市・東久留米市・武蔵野市・三鷹市・小金井市・練馬区および新座市在住者は誰でも、無料で本が借りられる。
清瀬市・東久留米市・東村山市・小平市各図書館の利用カード所持者でも利用登録が可能である。

### ホール

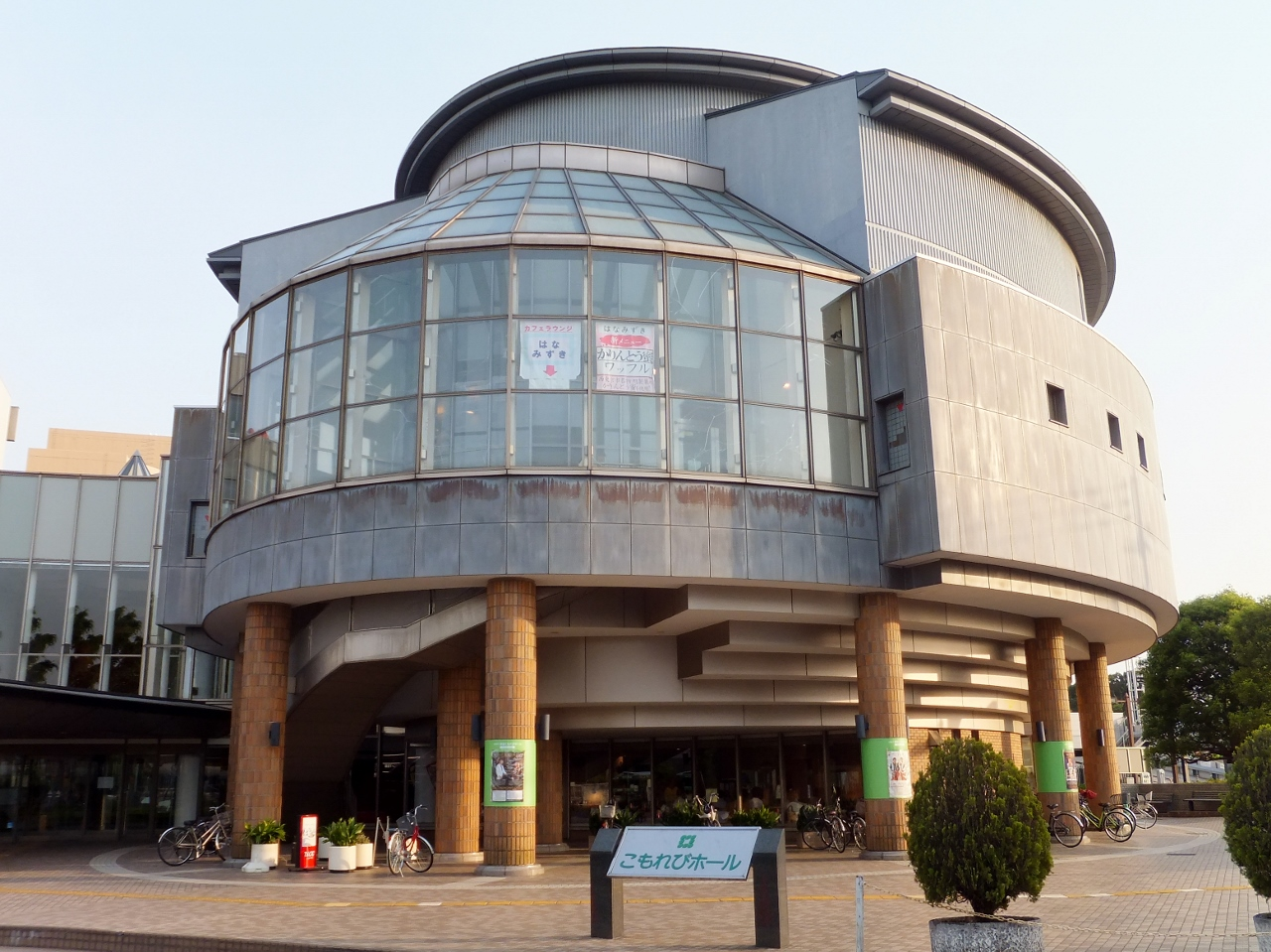
保谷こもれびホール

- 西東京市民会館 - 旧・田無市民会館。1969年開館。2019年3月31日をもって老朽化のため閉館[24]
- 保谷こもれびホール - 保谷庁舎隣接。
- コール田無
- アスタ市民ホール（エクセル田無：会員制場外馬券売場）

### その他
- スカイタワー西東京
通称西東京タワーまたは田無タワー。
- 多摩六都科学館
小平市、東村山市、清瀬市、東久留米市、西東京市で組織する一部事務組合「多摩六都科学館組合」が設置している施設。
世界一とギネス世界記録に認定されたプラネタリウムがある。
- 西東京市郷土資料室（西原総合教育施設内）

なお、各公共施設については武蔵野市、三鷹市、小金井市と相互に利用協定を結んでいる。

### かつてあった施設
- 東京大学原子核研究所
「東京大学」の原子核の研究所で、跡地は「いこいの森公園」となっている。

## 地域放送
- コミュニティFM
  - エフエム西東京 - 1998年（平成10年）1月に開局。周波数84.2MHz、出力20W、スカイタワー西東京から送信している。市も番組の提供を行っている。
- ケーブルテレビ
  - J:COM 西東京 - ジェイコムイーストが運営する。センターは東久留米市にある。

## 名所・旧跡

### 神社・寺
- 田無神社
  - 鎌倉時代（13世紀）に尉殿神社として成立
  - 1622年（元和8年）現在の尉殿神社を分祀
  - 1670年（寛文10年）現在の場所に遷座
  - 1872年（明治5年）田無神社に改称
  - 祭神：大国主命（おおくにぬしのみこと）
  - 本殿および拝殿は東京都指定有形文化財
- 東伏見稲荷神社
  - 1929年（昭和4年）京都伏見稲荷神社より分霊。同神社には第2次大戦末期、中島飛行機武蔵野工場で空襲により殉職した二百余名の慰霊碑がある。
- 総持寺
  - 1875年（明治8年）3か所の寺を統合し田無村の総鎮守となる。
  - 関東三十六不動霊場の第十番札所
- 保谷山福泉寺
  - 1587年（天正14年）1月16日、日眼上人により創建
  - 保谷駅北口ロータリーを発しこの寺院の前を通る道路は「福泉寺通り」と呼ばれる。
  - 日蓮宗
- 天神社
  - 天正年間（1573年 - 1591年）に創建
  - 下保谷村の総鎮守で三十番神を祭っていたが、1868年（明治元年）の神仏分離の際に天神社となる。
  - 祭神：菅原道真
- 尉殿神社
  - 1622年（元和8年、谷戸にあった尉殿大権現（現田無神社）より分祀
  - 上保谷村の鎮守
  - 祭神：級長戸辺命、大日霊貴命（天照大神）
- 慈光山寶樹院
  - 源空法印により創建、保谷四軒寺のひとつ
  - 多摩八十八ヶ所霊場三十四番札所
  - 真言宗智山派
- 光明山如意輪寺
  - 創建年代不詳（正保4年（1647年）銘の墓石があることよりそれ以前と推定される）、保谷四軒寺のひとつ
  - 武蔵野三十三観音霊場四番札所、多摩八十八ヶ所霊場三十五番札所
  - 真言宗智山派
- 金輪山寳晃院
  - 創建年代不詳、保谷四軒寺のひとつ
  - 多摩八十八ヶ所霊場三十六番札所
  - 真言宗智山派
- 祥高山東禅寺
  - 蘭室芳大和尚により開山、保谷四軒寺のひとつ
  - 曹洞宗

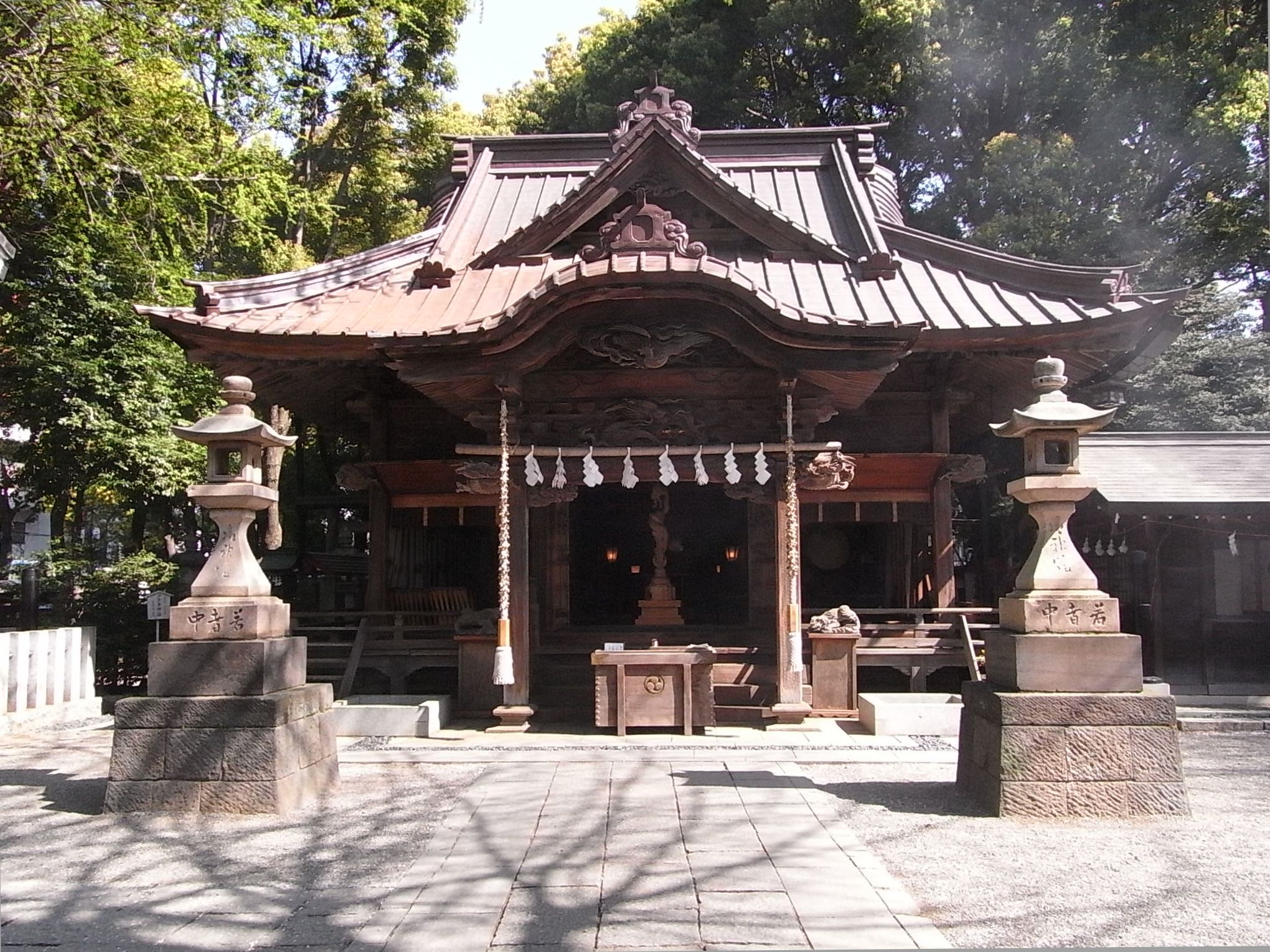
田無神社（2009年4月10日撮影）
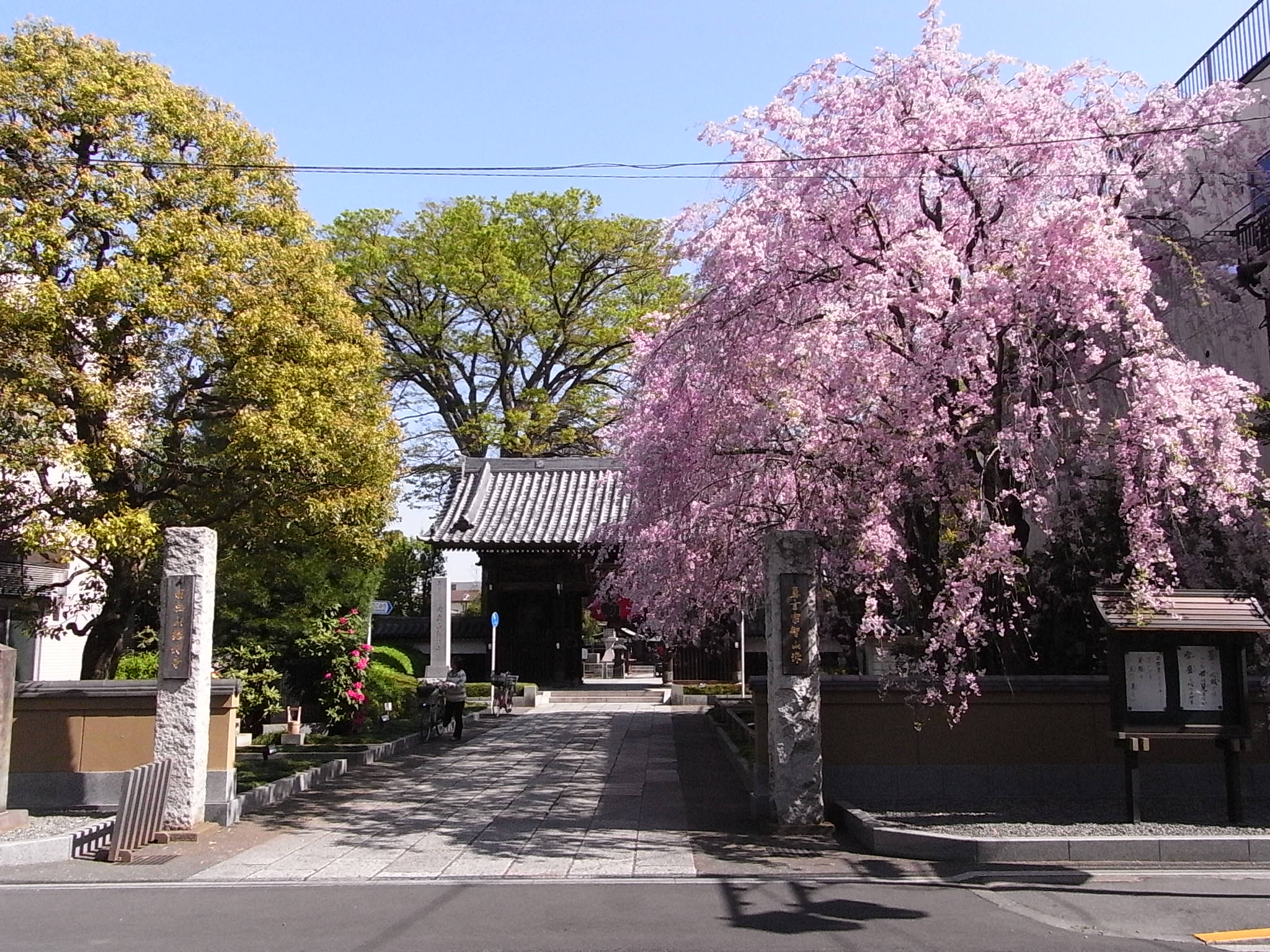
総持寺（2009年4月10日撮影）

- 氷川神社

### 遺跡
- 下野谷遺跡公園
  - 東伏見6-4に発見された縄文時代の集落で遺跡。
  - 2015年（平成27年）3月10日に国史跡指定にされた[26]。

### 祭・イベント
- 西東京市民まつり
  - 2001年（平成13年）より、毎年11月の2日間にわたってひばりが丘団地野球場・運動場で開催。特設ステージでは各団体の歌や踊りなどが発表され、多くの出店がある。市民の半分以上が訪れるといわれ、ひばりヶ丘駅から会場まではパレードも行われる。2005年度は西東京いこいの森公園（仮称：合併記念公園）の開園にともない、会場がそちらへ移転され、11月12日（土）13日（日）の2日間にわたって開催された。
- 西東京市民映画祭

## 著名な出身者

### 政界
- 小俣篤 - 国土交通省国土技術政策総合研究所長
- 西田実仁 - 参議院議員

### 文化

#### 棋士
- 河野臨 - 囲碁棋士

#### 落語
- 林家久蔵 - 落語家（旧保谷市出身）

#### ジャーナリスト
- 稲穂健市 - 科学技術ジャーナリスト

#### エッセイスト
- 山村レイコ - エッセイスト（旧田無市出身）

#### 作家
- 大塚英志 - 小説家（旧田無市出身）

#### 漫画家
- 福満しげゆき - 漫画家（旧保谷市出身）[27]

#### 映画監督
- 溝口友作 - 映画監督
- 筧昌也 - 映画監督

### スポーツ

#### 野球
- 井口資仁 - 元プロ野球選手。元千葉ロッテマリーンズ監督（旧田無市出身）西東京市民栄誉賞の第1号受賞者（これ以降市民栄誉賞は出ていない）
- 岡田正義 - サッカー審判員。1998年ワールドカップ・フランス大会主審（旧保谷市出身）
- 萩原淳 - 元プロ野球選手。滋賀ユナイテッドベースボールクラブ野手総合コーチ（旧保谷市出身）

#### サッカー
- 一柳夢吾 - プロサッカー選手。台北競技倶楽部所属
- 佐藤龍之介 - プロサッカー選手。FC東京所属
- 中野遼太郎 - 元プロサッカー選手。FC東京U-18コーチ
- 蓮見知弘 - 元プロサッカー選手。いわてグルージャ盛岡ジュニアユース監督（旧保谷市出身）
- 廣永遼太郎 - プロサッカー選手。ヴィッセル神戸所属
- 本橋卓巳 - 元プロサッカー選手。松本山雅FCU-15監督
- 宮崎智彦 - プロサッカー選手。福島ユナイテッドFC所属
- 六平光成 - 元プロサッカー選手。
- 李忠成 - 元プロサッカー選手。元日本代表（旧保谷市出身）

#### バスケットボール
- 紺野麻里 - 元バスケットボール選手。アテネ五輪女子バスケットボール日本代表（旧田無市出身）

#### 卓球
- 森薗政崇 - 卓球選手。岡山リベッツ所属
- 森薗美咲 - 卓球選手。トップおとめピンポンズ名古屋 所属

#### 体操
- 宮川紗江 - 体操選手。リオ五輪代表[28]

#### トランポリン
- 棟朝銀河 - トランポリン選手。リオデジャネイロ五輪日本代表

#### プロレス
- 芦野祥太郎 - プロレスラー。WRESTLE-1所属
- ジャッキー広江 - プロレスの元レフェリー

#### キックボクシング
- T-98（今村卓也） - キックボクサー。クロスポイント吉祥寺所属（旧保谷市出身）

### 芸能

#### 俳優
- 乙葉 - 女優。（長野県出身としているが、出生地は本市。長野県の高校を卒業後、武蔵野女子大学（現在の武蔵野大学）に通っていた）
- 木村文乃 - 女優
- 桐生コウジ - 俳優
- 黒川芽以 - 女優
- 倖田梨紗 - AV女優
- 清水美砂 - 女優（旧田無市出身）
- 多部未華子 - 女優
- 永野芽郁 - 女優
- 藤枝亜弥 - 元女優（旧田無市出身）
- 矢沢心 - 女優

#### タレント
- 山下真治 - 元タレント、ヒライケンジ

#### モデル
- 田中美保 - モデル

#### 芸人
- 阿部磨有香 - お笑い芸人。少年少女 のメンバー
- 石橋遼大 - お笑い芸人。四千頭身 のメンバー
- 岩崎う大 - お笑い芸人。かもめんたる のメンバー
- 完熟フレッシュ - お笑い芸人（父は山口県宇部市出身、娘の池田レイラは西東京市出身 / 西東京市PR親善大使[29]）
- 小杉まりも - お笑い芸人
- 紺野ぶるま - お笑い芸人、エッセイスト
- 二瓶有加（生まれは三鷹市）

#### 声優
- 大友龍三郎 - 声優（旧田無市出身）
- 野島昭生 - 声優

#### 歌手
- 大森元貴 - 歌手（Mrs. GREEN APPLE）
- 小川はる子 - 歌手（旧保谷市出身）
- 小栗有以 - 歌手（AKB48）
- きゃりーぱみゅぱみゅ -歌手、モデル（旧田無市出身）（竹村桐子名義で ジュニアアイドルをしていた時期がある）
- サンディー - 歌手（旧田無市出身）
- 若井滉斗 - ギタリスト（Mrs. GREEN APPLE）

#### ミュージシャン
- GAKU-MC - ミュージシャン。EAST END のメンバー（旧保谷市出身）
- サンディー - 歌手（旧田無市出身）
- 松元治郎 - 元WANDSメンバー、歌手、バー経営者（旧田無市出身）

### マスメディア

#### アナウンサー
- 磯野正典 - 東海テレビ放送元アナウンサー（旧保谷市出身）
- 箕田和男 - 琉球放送アナウンサー（旧田無市出身）
- 平井理央 - フリーアナウンサー、元フジテレビジョンアナウンサー
- 三上公也 - ラジオ関西アナウンサー（旧田無市出身）
- 南波雅俊 - TBSアナウンサー、元NHKアナウンサー

### 演出家
- 佐藤東弥 - テレビドラマ演出家（旧田無市出身）

#### 放送作家
- 秋元康 - 放送作家（旧保谷市出身）

## ゆかりの人物
- 伊東月草 - 俳人
- 佐藤純彌 - 映画監督、本市在住。西東京市民映画祭審査委員長も務める。
- 高畑淳子 - 女優。本市在住
- 竹崎有斐 - 童話作家
- 常田富士男 - 俳優。本市在住。1977年（昭和52年）の保谷市長選に立候補したが落選した。
- 原武史 - 政治学者。ひばりが丘団地旧88号棟に在住していた[30]。
- 茨木のり子 - 詩人。死去するまで本市在住。
- 高橋美香 - フォトジャーナリスト。本市在住。
- コムドット - YouTuber、本市結成。
- ワタナベマホト - 元YouTuber、ヒップホップユニット・カイワレハンマーのメンバー。大分出身だが、育ったのが本市としている。
- JUN SKY WALKER(S) - 2019年より西東京市PR親善大使[31]。自由学園寮生時代に結成され、最寄り駅だったひばりヶ丘駅周辺はバンド結成の地とされる。

## 所縁のある作品

### メディアミックス作品
- ドラえもん - 藤子・F・不二雄原作の漫画、アニメ作品。同じ東京都の練馬区や多摩地域と並んで、西東京市の前身である田無市が野比のび太たちの住所であると推定できる描写が、いくらか存在している。詳しくは野比のび太#住所を参照。
- ケロロ軍曹 - 吉崎観音原作の漫画、アニメ作品。劇中にスカイタワー西東京をモデルとした塔が「西澤タワー」として登場するなどしている。原作では武蔵野市をモデルとした「武蔵市」がその役を果たしているのに対し、アニメでは西東京市をモデルとした「奥東京市」が舞台の中核となっている。
- あたしンち - けらえいこ原作の漫画、アニメ作品。劇中で田無駅、スカイタワー西東京、西武線、西武バス、はなバスなど、市内（特に田無地域）の風景・交通機関が頻繁に登場する。2011年に西東京市が誕生10周年を記念し、本作のキャラクター絵柄入りの住民票を発行した。
- シャーマンキング - 漫画、アニメ作品。原作の劇中で主人公たちが住んでいる町が「ひばりヶ丘」をモデルとした「ふんばりヶ丘」が出ているなど、このエリアをモデルとしている。

### 文学作品
- 鉄塔 武蔵野線 - 銀林みのる作の小説。旧保谷市域（作品が書かれた当時は保谷市）を通る実在した送電線「武蔵野線」が舞台の作品。後に映画化されている。
- 消えた2ページ、もうひとつの国、ミリ子は負けない、ミリ子は泣かない、たぬき先生大じっけん、ばけばけぎつね - 寺村輝夫の児童文学。自宅周辺を舞台にした表現が多い。『ミリ子は泣かない』のわかば学級は、田無小学校に実在する養護学級。

### 漫画
- 魔人探偵脳噛ネウロ - 漫画作品。東西京市（ひがしさいきょうし）という市が作中に登場している。
- カラスヤサトシ・おのぼり物語 - カラスヤサトシによる作品。「カラスヤサトシ」はエッセイ的4コマ漫画で西東京市が頻繁に登場。「おのぼり物語」は関西から上京して西東京市に住み始めた作者の物語。西東京市が（その名称を含め）すべて好きだと言及している。
- 夕凪の街 桜の国 - こうの史代作の漫画作品。夕凪の街編の広島市に対し、桜の国編の舞台が当市となっている。
- 同棲レシピ - 大島永遠作の漫画。主人公達が住んでいるアパートが、西東京市内にあるという設定。
- 危険がウォーキング - 星里もちる作の漫画。ひばりヶ丘駅や谷戸近辺が舞台と思しき描写が多い。

### アニメ
- はれときどきぶた - 旧保谷市域が舞台のモデル。
- マリア様がみてる - 市内の武蔵野大学（前武蔵野女子大学）キャンパスがアニメ版の学校のモデルとされている。
- 空色ユーティリティ - 主人公の在籍する学校のモデルが、同市にある文華女子高等学校で、EDの「協力」に同校が表示される。「西東京ゴルフセンター」という施設も登場する。

### テレビドラマ
- ウルトラマン80 - 特撮テレビ作品。中学校を舞台としたこのシリーズ前半では、市内にある青嵐中学校が校舎のロケに使用された。
- ザ・トラベルナースシーズン2 - テレビ朝日系木曜ドラマ。主人公らの勤務先となる病院が西東京市にある設定。番組開始前の予告動画にもスカイタワー西東京や東伏見稲荷神社などが登場した[32]。

### ゲーム
- ソードアート・オンライン - 西東京市に主人公の通う特別学校がある。

### 音楽作品
- Let's Go ヒバリヒルズ - JUN SKY WALKER(S)による楽曲。アルバム『Let's Go Hibari-hills』等に収録。90年代のひばりヶ丘駅周辺を歌った楽曲。プロモーションビデオも同地で撮影された。